# Pavía
Pavía (en italiano: Pavia) es una ciudad italiana de la región de Lombardía, capital de la provincia homónima. Tiene una población de 71 000 habitantes. El río Ticino cruza la ciudad, antes de confluir con el río Po. En el período romano se llamó Ticinum. La ciudad fue la capital del Reino Ostrogodo del 540 al 553, del Reino Lombardo de 572 a 774, del Reino de Italia de 774 a 1024 y sede de la corte Visconti de 1365 a 1413.
La economía de la provincia está esencialmente centrada en la vinicultura y la producción de arroz, cereales y productos lácteos. Algunas industrias están localizadas en los suburbios para no estropear la plácida atmósfera que se respira con la conservación del pasado de la ciudad y el clima de estudio y meditación asociado a su antigua universidad. Es de gran importancia el Policlínico San Matteo.
El monumento más famoso de Pavía es la Certosa, o monasterio cartujo, fundado en 1396 situada a pocos kilómetros de la ciudad. La Universidad de Pavía fue fundada en 1361 y en 2022 la universidad fue reconocida por el Times Higher Education entre las 10 mejores de Italia y entre las 300 mejores del mundo. La ciudad está ligada a la famosa batalla del mismo nombre.  En ella se encuentran el museo situado en el Castillo Visconteo, las torres medievales, el Museo de Historia Natural, San Pietro in Ciel d'Oro, los Museos Cívicos de Pavía, el Duomo, San Miguel el Mayor, San Teodoro y el famoso Puente Cubierto sobre el Ticino, además del Palacio Carminali Bottigella. Pavía es una de las etapas más importantes de la Vía Francígena, camino de peregrinación hacia Roma.
El municipio de Pavía forma parte del Parque Natural Lombardo del Valle del Tesino (introducido por la UNESCO en 2022 en la Reserva de la biosfera) y conserva dos bosques (Reserva Natural Estricta Bosco Siro Negri y Reserva Natural Bosco Grande) que nos muestran el estado original de la naturaleza del valle del Po antes de la llegada de los romanos, antes del asentamiento humano.

## Toponimia
La ciudad se corresponde con la antigua ciudad romana de Ticinum y empezó a llamarse Papia sólo desde la época lombarda. El origen del nombre Pavía aún es incierto hoy en día. Es uno de los pocos municipios romanos de Italia que cambió de nombre durante la Alta Edad Media. El topónimo en español es Pavía. En italiano es Pavia, con «í» tónica pronunciada como en español.

## Historia

### Historia antigua
Plinio el Viejo dijo que la ciudad de Pavía, que se remonta a la época prerromana, fue fundada por los laevi y los marici, dos tribus ligures o celto-ligures, mientras que Claudio Ptolomeo la atribuye a los ínsubros, una población celta. La ciudad romana, conocida como Ticinum, fue un municipio y un importante sitio militar (un castrum) bajo el Imperio Romano. Probablemente comenzó como un pequeño campamento militar construido por el cónsul Publius Cornelius Scipio en 218 a. C. para proteger un puente de madera que había construido sobre el río Tesino, en su camino para buscar a Anìbal, de quien se rumoreaba que logró liderar un ejército. sobre los Alpes y en Italia. Las fuerzas de Roma y Cartago se encontraron poco después, y los romanos sufrieron la primera de muchas aplastantes derrotas a manos de Aníbal, con el propio cónsul casi perdiendo la vida. El puente fue destruido, pero el campamento fortificado, que en ese momento era el puesto militar romano más avanzado en el valle del Po, de alguna manera sobrevivió a la larga segunda guerra púnica y gradualmente se convirtió en una ciudad de guarnición. En el año 500 murió allí Santa Honorata de Pavía 

Foto aérea del centro histórico de Pavía; el plan urbanístico de la época romana es evidente.

Su importancia creció con la prolongación de la Vía Emilia desde Ariminum (Rimini) hasta el río Po (187 a. C.), que cruzaba en Placentia (Plasencia) y allí se bifurcaba, un ramal iba a Mediolanum (Milán) y el otro a Ticinum, y de allí a Lomello donde se dividió una vez más, una rama yendo a Vercelli, y de allí a Ivrea y Aosta, y la otra a Valentia, y de allí a Augusta Taurinorum (Turín).
El pueblo fue construido sobre un terreno llano con bloques cuadrados. El camino "cardo Maximus" correspondía a la actual Strada Nuova hasta el puente romano mientras que el camino "decumanus" correspondía a corso Cavour-corso Mazzini. Bajo la mayor parte de las calles del centro histórico aún se encuentran los conductos de ladrillo del sistema de alcantarillado romano que siguió funcionando a lo largo de la Edad Media y la Edad Moderna sin interrupción, hasta aproximadamente 1970.

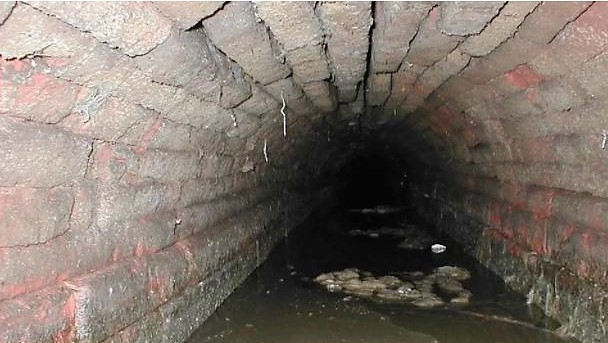
Uno de los tramos de la cloaca romana que discurre bajo las calles del centro histórico de Pavía.

Pavía fue importante como sitio militar por el fácil acceso a las comunicaciones por agua, a través de los ríos Ticino y Po, hasta el mar Adriático y por sus estructuras de defensa, y así cerca de la ciudad, en 271, el emperador Aureliano derrotó a los juthungos. En 325 Martín de Tours llega a Pavía siendo un niño siguiendo a su padre, un oficial romano. Pavía fue la sede de una importante casa de moneda romana entre 273 y 326. El reinado de Rómulo Augústulo (r. 475-476), el último emperador del Imperio romano de Occidente, terminó en Pavía en 476 y, por lo tanto, cesó el dominio romano en Italia. Rómulo Augústulo, considerado el último emperador del Imperio romano de Occidente, en realidad fue un usurpador del trono imperial; su padre Flavio Orestes destronó al anterior emperador, Julio Nepote, y elevó al joven Rómulo Augústulo al trono imperial en Rávena en 475. Aunque siendo el emperador, Rómulo Augútulo era simplemente el portavoz de su padre Orestes, quien era la persona que realmente ejercía el poder y gobernaba Italia durante el breve reinado de Rómulo Augústulo. Diez meses después de que comenzara el reinado de Rómulo Augústulo, los soldados de Orestes bajo el mando de uno de sus oficiales llamado Odoacro, se rebelaron y mataron a Orestes en la ciudad de Pavía en 476. Los disturbios que se produjeron como parte del levantamiento de Odoacro contra Orestes provocaron incendios que quemaron gran parte de Pavía hasta el punto de que Odoacro, como nuevo rey de Italia, tuvo que suspender los impuestos de la ciudad durante cinco años para que pudiera financiar su recuperación. Sin su padre, Romulus Augustulus no tenía poder. En lugar de matar a Romulus Augustulus, Odoacro le dio una pensión de 6000 solidi al año antes de declarar el fin del Imperio Romano de Occidente y declararse a sí mismo rey del nuevo Reino de Italia.

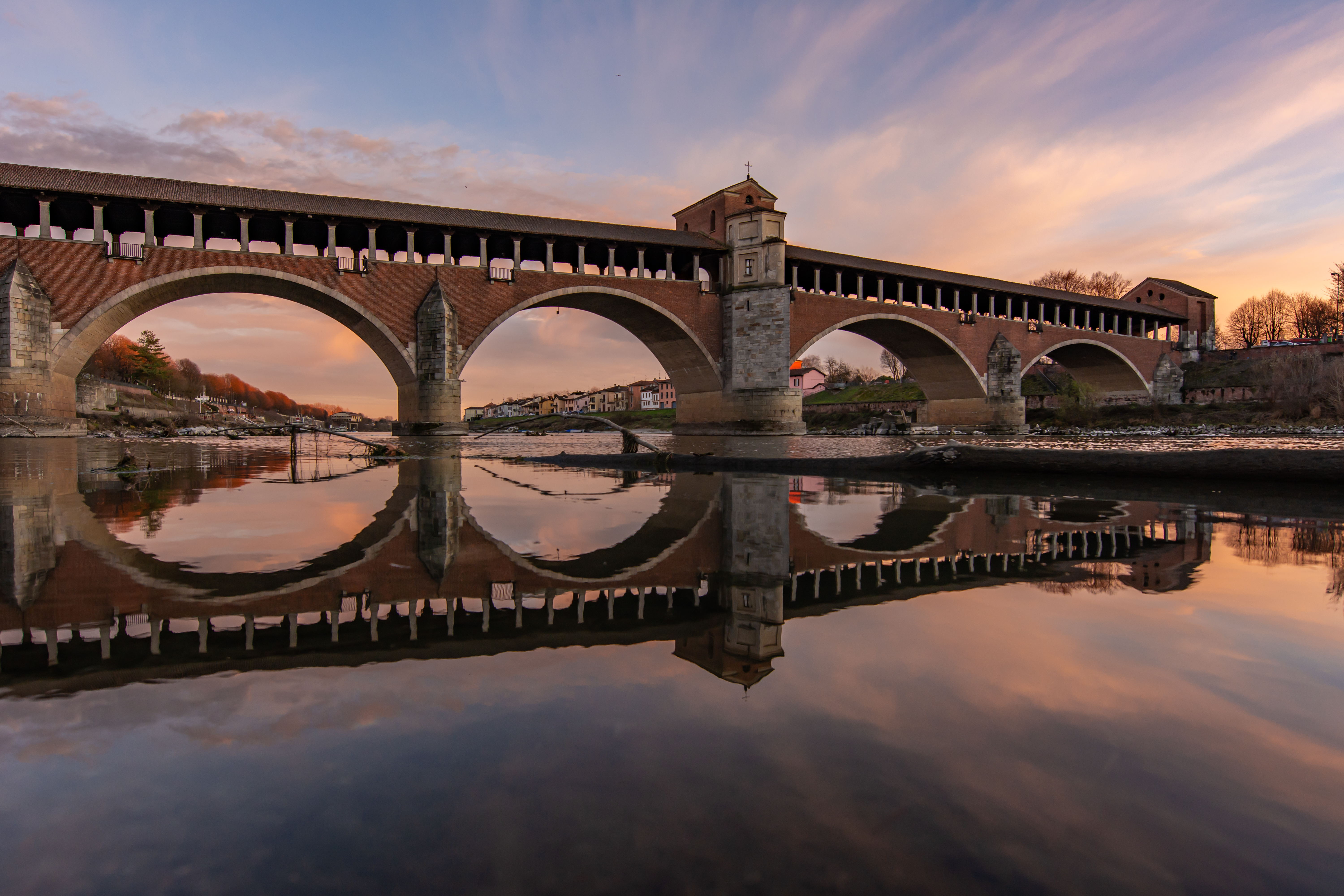
Puente Cubierto.

El reinado de Odoacro como rey de Italia no duró mucho, porque en 488 los pueblos ostrogodos liderados por su rey Teodorico invadieron Italia y emprendieron la guerra contra Odoacro. Después de luchar durante 5 años, Teodorico derrotó a Odoacro y el 15 de marzo de 493 asesinó a Odoacro en un banquete destinado a negociar la paz entre los dos gobernantes. Con el establecimiento del reino ostrogodo con base en el norte de Italia, Teodorico comenzó su vasto programa de construcción pública. Pavía fue una de varias ciudades que Teodorico eligió restaurar y expandir. Comenzó la construcción del vasto complejo del palacio que finalmente se convertiría en la residencia de los monarcas lombardos varias décadas después. Teodorico también encargó la construcción del complejo de baños y anfiteatro de estilo romano en Pavía; en el siglo VII, estos serían uno de los pocos complejos de baños que aún funcionan en Europa fuera del Imperio romano de Oriente. Cerca del final del reinado de Teodorico, el filósofo cristiano Boecio fue encarcelado en una de las iglesias de Pavía de 522 a 525 antes de su ejecución por traición. Fue durante el cautiverio de Boecio en Pavía que escribió su obra seminal Consolación de la Filosofía. La ciudad fue saqueada varias veces por los bárbaros. Tras la caída del Imperio romano de Occidente, la región en torno a Pavía tuvo una de las principales concentraciones de asentamientos ostrogodos en Italia. Su importancia aumentó con el dominio ostrogodo y más aún en los siglos VI-VIII, cuando se convirtió en capital del Reino Longobardo y tomó su nombre actual.

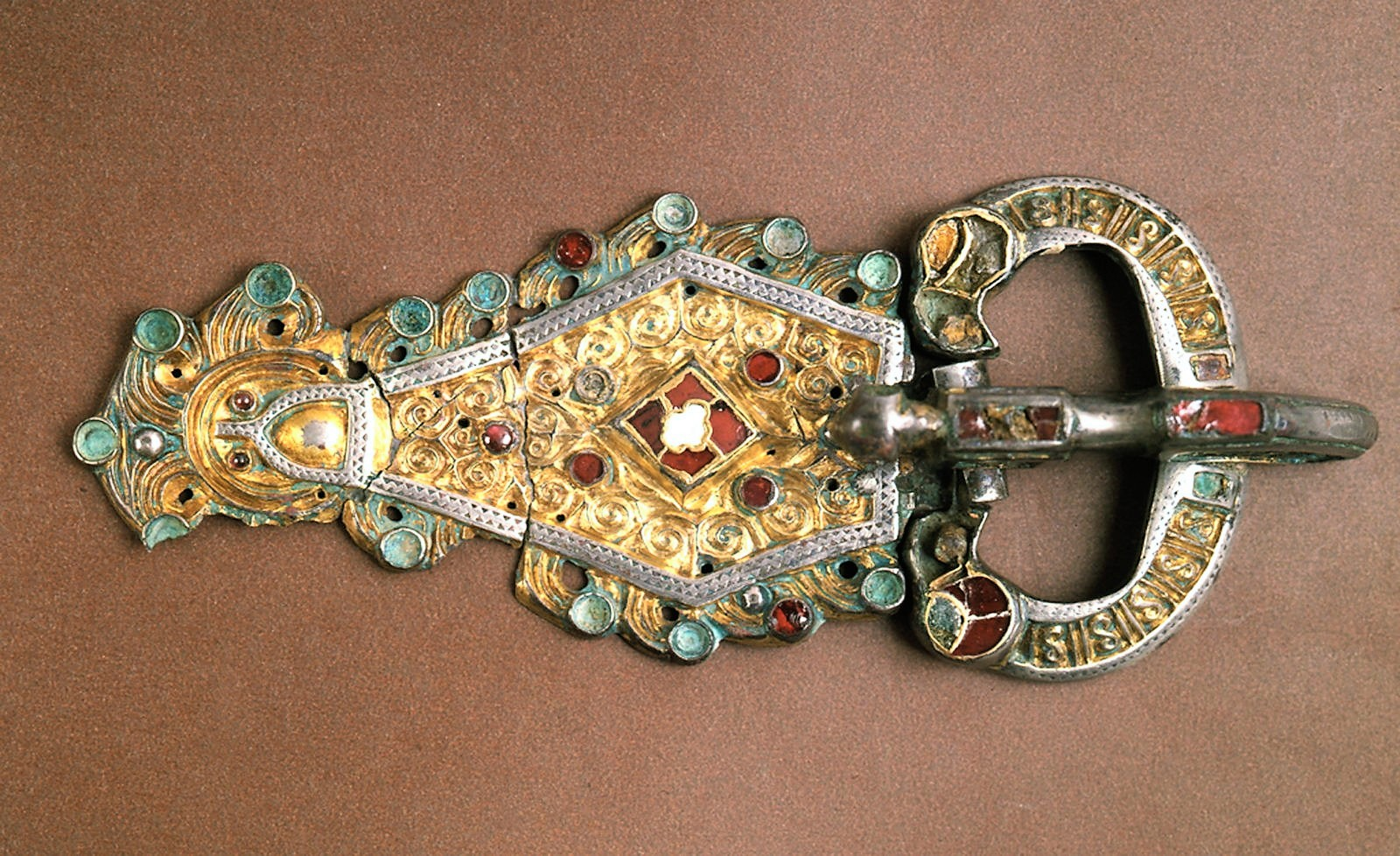
Hebilla de cinturón ostrogoda, Museos Cívicos de Pavía.

Pavía jugó un papel importante en la guerra entre el Imperio romano de Oriente y los ostrogodos que comenzó en 535. Después de la victoria del general romano oriental Belisario sobre el líder ostrogodo Wittigis en 540 y la pérdida de la mayor parte de las tierras ostrogodas en Italia, Pavía estuvo entre los últimos centros de resistencia ostrogoda que continuaron la guerra y se opusieron al dominio romano oriental. Después de la capitulación del liderazgo ostrogodo en 540, más de mil hombres permanecieron guarnecidos en Pavía y Verona dedicados a oponerse al dominio romano oriental. Desde 540 Pavía se convirtió en la capital permanente del Reino Ostrogodo, sede estable de la corte y del tesoro real. La resiliencia de las fortalezas ostrogodas como Pavía contra las fuerzas invasoras permitió que focos de dominio ostrogodo avanzaran cojeando hasta que finalmente fueron derrotados en 561. Pavía y la península de Italia no permanecieron mucho tiempo bajo el dominio del Imperio Romano de Oriente, ya que en 568 un nuevo pueblo invadió Italia: los lombardos (también llamados longobardos).

### Capital lombarda
En su invasión de Italia en 568, los lombardos fueron dirigidos por su rey Alboino (r. 560-572), quien se convertiría en el primer rey lombardo de Italia. Alboino capturó gran parte del norte de Italia en 568, pero su avance fue detenido en 569 por la ciudad fortificada de Pavía. La Historia de los lombardos de Pablo el Diàcono, escrita más de cien años después del asedio de Ticinum, proporciona uno de los pocos registros de este período: “La ciudad de Ticinum (Pavia) en este momento resistió valientemente, resistiendo un asedio de más de tres años, mientras que el ejército de los Longobardos permaneció cerca en el lado occidental. Mientras tanto, Alboino, después de expulsar a los soldados, tomó posesión de todo hasta la Toscana, excepto Roma y Rávena y algunos otros lugares fortificados que estaban situados en la orilla del mar”. El sitio de Ticinum finalmente terminó con los lombardos. capturando la ciudad de Pavía en 572. 

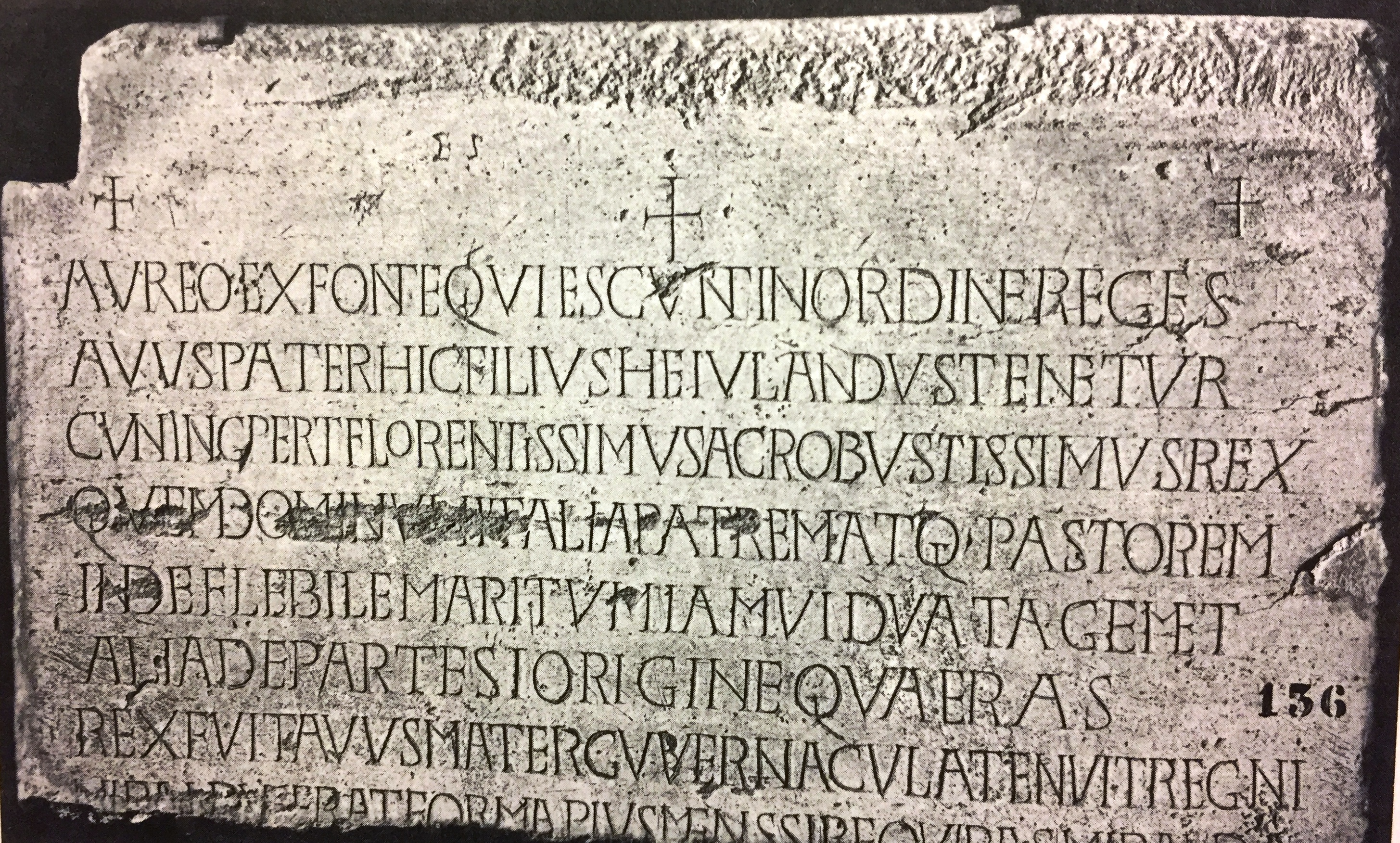
Lápidas del Rey Cuniberto, Museos Cívicos de Pavía.

 La ubicación estratégica de Pavía y los palacios ostrogodos ubicados en su interior harían de Pavía en la década de 620 la capital principal del Reino de Pavía de los lombardos y la residencia principal de los gobernantes lombardos.

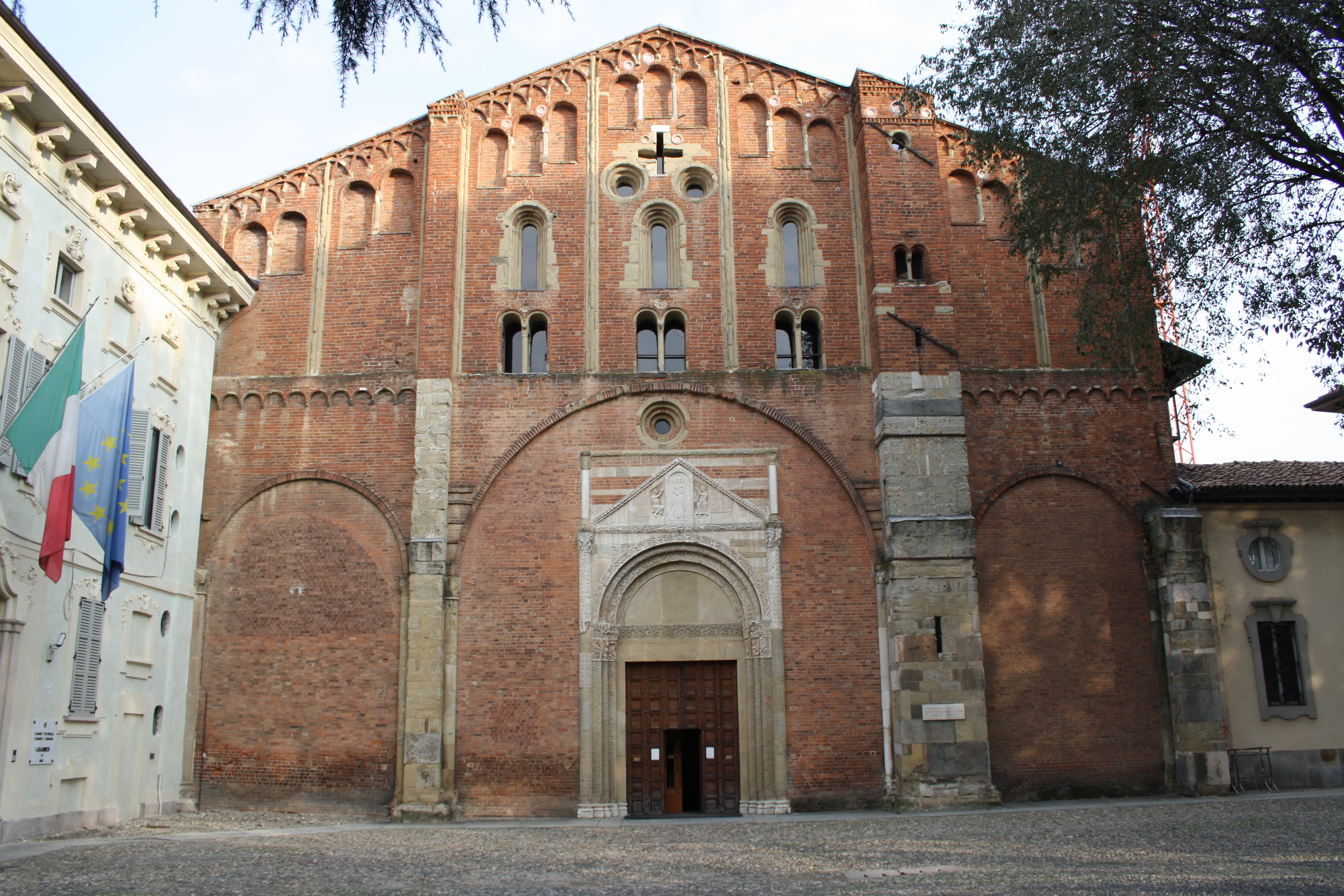
Basílica de San Pietro in Ciel d'Oro

En el año 572, tras un largo sitio, fue conquistada por los lombardos, quienes a partir de la década de 620 la convierten en verdadera capital de su reino, con el nombre de Papia, instalando la corte real, el sacrum palatium, en el palacio de Teodorico. El nuevo papel de la ciudad tuvo como consecuencia la construcción de edificios monumentales: un palacio real, iglesias fundadas por los monarcas, y termas. También fueron restablecidos, principalmente a partir del reinado de Cuniberto (688-700), varios centros de educación laica que formaban a gramáticos y juristas.
Los monarcas lombardos cristianos construyeron muchos monasterios, conventos e iglesias en Pavía. Aunque los primeros reyes lombardos eran cristianos arrianos, fuentes de la época como Pablo el Diàcono han registrado que los lombardos arrianos eran muy tolerantes con la fe de sus súbditos católicos y que hasta la década de 690 coexistieron en Pavía catedrales arrianas y católicas. Los reyes, reinas y nobles lombardos se involucraban en la construcción de iglesias, monasterios y conventos como método para demostrar su piedad y su riqueza decorando extravagantemente estas estructuras que en muchos casos se convertirían en el sitio de la tumba de esa persona, como en el caso de Grimoaldo (r. 662-671) que construyó San Ambrogio en Pavía y lo enterró allí después de su muerte en 671. Ariberto I hizo construir la basílica de Santissimo Salvatore en 657, que se convirtió en el mausoleo de los reyes de la dinastía bávara. Perctarit (r. 661-662, 672-688) y su hijo Cuniberto (r. 679-700) construyeron un convento y una iglesia en Pavía durante sus reinados. Las iglesias lombardas a veces recibieron el nombre de quienes encargaron su construcción, como San María Theodota en Pavía. El monasterio de San Michele alla Pusterla ubicado en Pavía fue el monasterio real de los reyes lombardos.
Una de las iglesias más famosas construidas por un rey lombardo en Pavía es la basílica de San Pietro in Ciel d'Oro. Esta famosa iglesia fue encargada por el rey Liutprando (r. 712-744) y se convertiría en el sitio de su tumba, así como de otras dos figuras cristianas famosas. En la construcción de San Pietro in Ciel d'Oro, la unidad de medida utilizada por los constructores fue la longitud del pie real de Liutprand. La primera figura cristiana importante enterrada en San Pietro in Ciel d'Oro fue el mencionado filósofo Boecio, autor de La consolación de la filosofía, que se encuentra en la cripta de la catedral. La tercera y más grande tumba de las tres ubicadas en San Pietro in Ciel d'Oro contiene los restos de San Agustín de Hipona. San Agustín es el escritor cristiano de principios del siglo V del norte de África romano cuyas obras, como Sobre la doctrina cristiana, revolucionaron la forma en que se interpretan y entienden las escrituras cristianas. Liutprando era un cristiano muy devoto y, como muchos de los reyes lombardos, era un fervoroso coleccionador de reliquias de santos. Liutprando pagó mucho para que sacaran las reliquias de Cagliari y las llevaran a Pavía para que estuvieran fuera del alcance y a salvo de los sarracenos en Cerdeña, donde habían estado descansando los restos de San Agustín. Hoy queda muy poco de la basílica original de San Pietro in Ciel d'Oro de Liutprando, consagrada por el Papa Zacharias en 743. Originalmente, el techo de su ábside estaba decorado con mosaicos, lo que convirtió a San Pietro in Ciel d'Oro en el primer ejemplo de mosaicos que se utilizaron para decorar una iglesia lombarda.

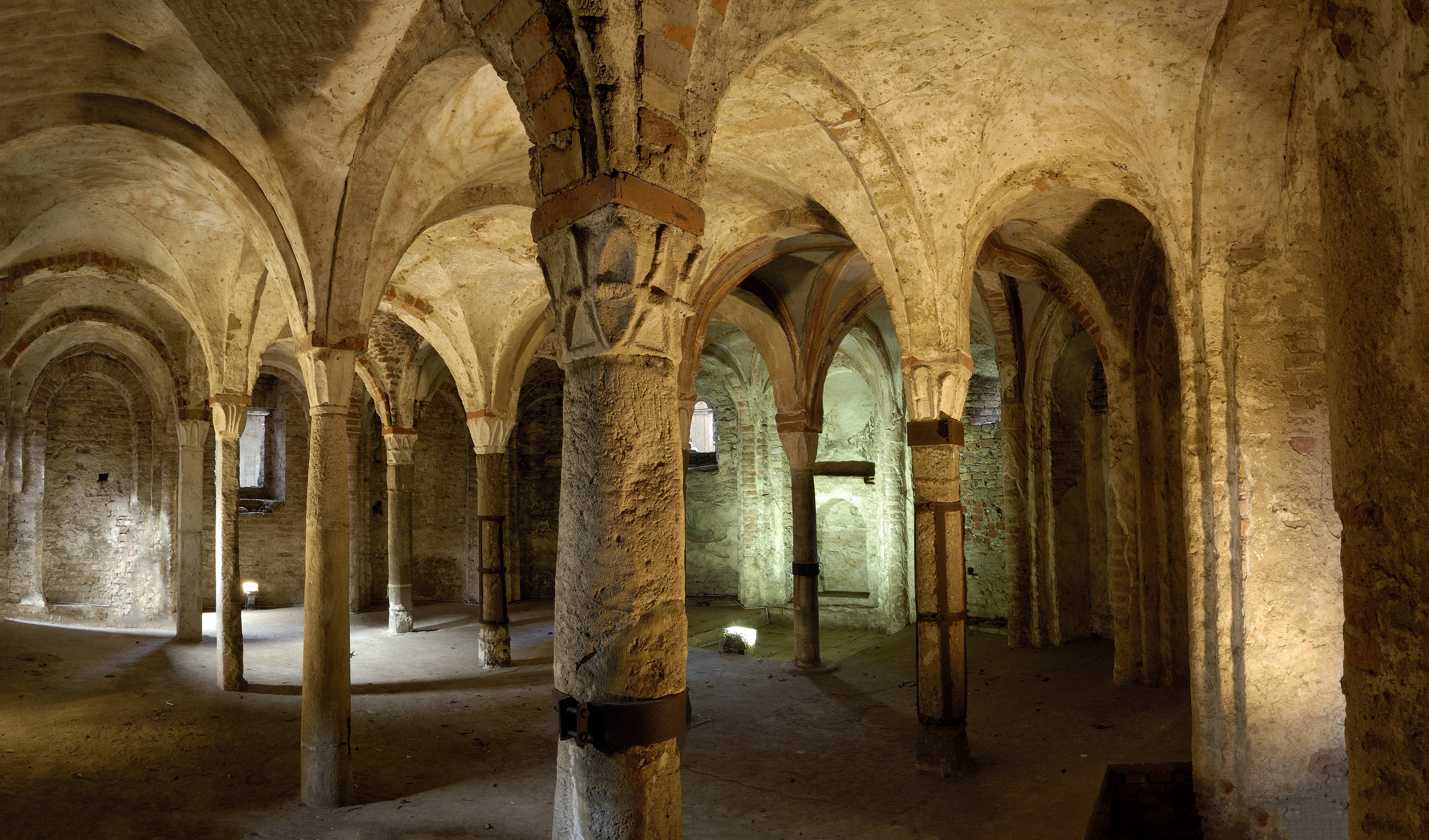
Cripta de Sant'Eusebio, fundada por el rey Rotario en el siglo VII, fue la antigua catedral arriana de la ciudad.

 Los lombardos construyeron sus iglesias en un estilo muy romano, siendo el mejor ejemplo de iglesias lombardas del período del dominio lombardo la Basílica de San Miguel el Mayor, aún intacta en Pavía.
Como capital del reino, Pavía a fines del siglo VII también se convirtió en uno de los lugares centrales de los esfuerzos de los lombardos para acuñar su propia moneda. El busto del rey lombardo habría sido grabado en las monedas como un gesto simbólico para que quienes usaran las monedas, en su mayoría nobles lombardos, entendieran que el rey tenía el máximo poder y control de la riqueza en el Reino de Pavía. El papel de la capital implica la residencia de la corte real, la presencia de la estructura administrativa central del reino y la preeminencia de la ciudad sobre los demás núcleos urbanos en la organización militar de las guerras estacionales. En el año 751 los lombardos conquistaron definitivamente el territorio bizantino en torno a Rávena, y dirigieron su atención sobre Roma. Ante esta amenaza el papa Esteban II buscó una alianza con los francos de Pipino el Breve, cuyo ejército atacó Italia septentrional en 754 y de nuevo en 756, sitiando al monarca lombardo en Pavía en ambas ocasiones. El hijo y sucesor de Pipino, Carlomagno, volvió a sitiar la ciudad, tomándola en junio de 774 y poniendo así fin al reino lombardo.

### Historia medieval
Un mercado anual está atestiguado en Pavía ya en el año 860, que, sin embargo, siguió siendo la capital del reino de Italia, sede del palacio real, de las asambleas del reino y de la corte principal hasta 1024.

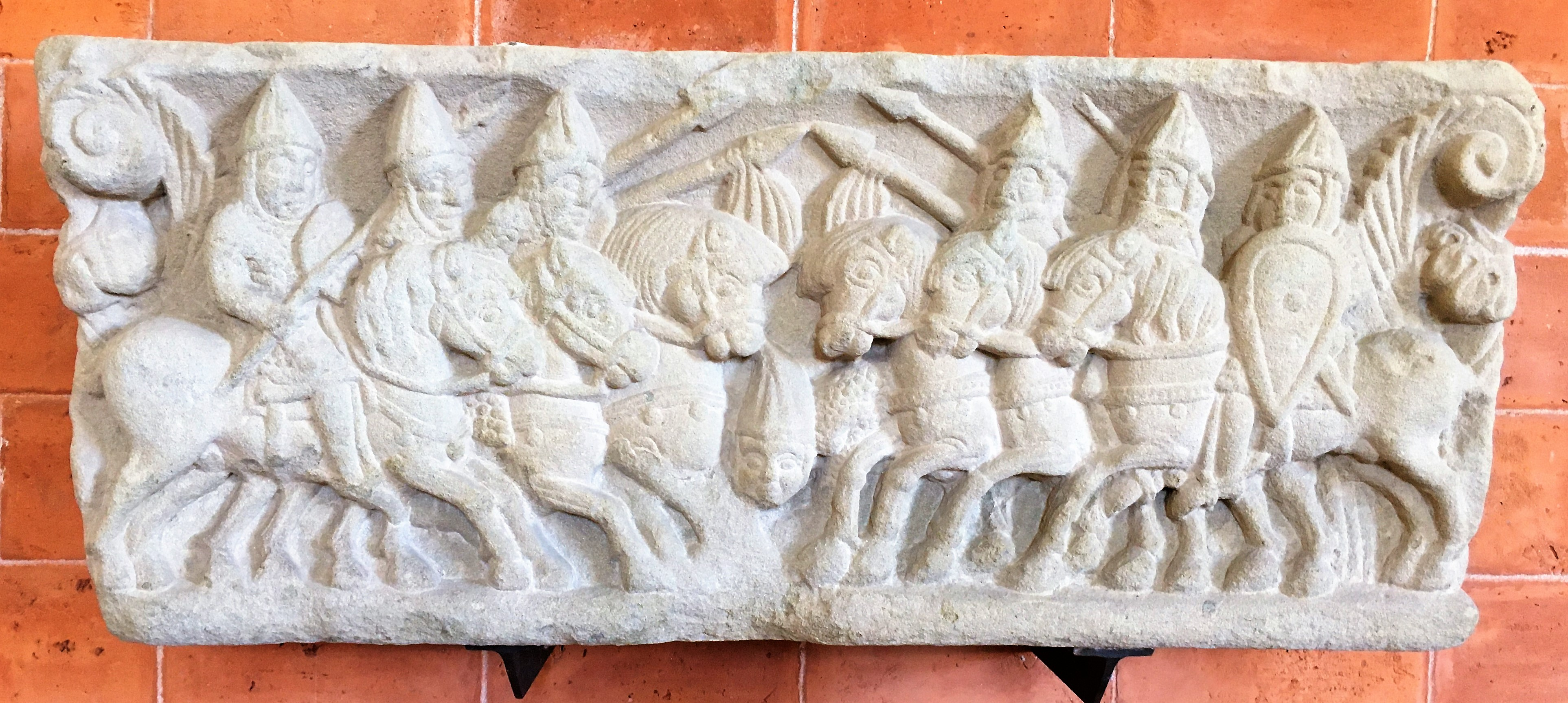
Capitel con escena de batalla,, Museos Cívicos de Pavía.

El emperador Lotario I, rey de Italia del 822 al 850, prestó atención a las escuelas cuando en el 825 emitió su capitular por medio del cual prescribía que los estudiantes de muchas ciudades del norte de Italia debían asistir a las conferencias en la escuela de Pavía. En el año 924 la ciudad fue incendiada por los magiares (pero no lograron conquistar Pavía), en una de sus campañas de saqueo por Italia desde la actual Hungría.
Con Otón I Pavía se convirtió en el sitio estable de la corte, primero con la reina Adelaida de Italia y luego con la esposa de Otón II Teófano Skleraina.  
Durante el período otoniano, Pavía disfrutó de un período de bienestar y desarrollo. La antigua capital lombarda se distinguió de las demás ciudades del valle del Po por su función fundamental como cruce de caminos para un importante comercio, tanto de productos alimenticios como de artículos suntuarios. El tráfico comercial se vio favorecido sobre todo por las vías fluviales utilizadas por el emperador para sus viajes: desde Ticino se podía llegar fácilmente al Po, eje directo con el mar Adriático y el tráfico marítimo. Además, con la llegada de los Ottoni (Otón I se casó en Pavía con Adelaida de Italia en 951 y la pareja residió durante mucho tiempo, en diferentes épocas, en la ciudad), Milán volvió a perder importancia en favor de Pavía, cuya pre- se sancionó la eminencia, entre otras cosas, a partir de la acuñación de la ceca de Pavía. La importancia de la ciudad en esos siglos también se destaca en el relato del geógrafo árabe Ibrāhīm al-Turtuši, que viajó al centro-oeste de Europa entre 960 y 965 y visitó Verona, Rocca di Garda y Pavía, que definió como la ciudad principal de Longobardia, muy populosa, rica en mercaderes y, como Verona, construida íntegramente, a diferencia de otros núcleos de la región, en piedra, ladrillo y cal.
También entre los siglos X y XI, la ciudad fue el lugar de nacimiento de Liutprando de Cremona, obispo, cronista y diplomático al servicio de Berengario II primero y luego de Otón I y Otón II y de Lanfranco de Canterbury, un estrecho colaborador de Guillermo el Conquistador y, tras la conquista normanda del reino anglosajón, reorganizador de la iglesia inglesa. 

Pavía siguió siendo la capital del Reino de Italia y el centro de las coronaciones reales hasta la disminución de la autoridad imperial allí en el siglo XII. En 1004, el emperador del Sacro Imperio Romano Germánico Enrique II reprimió sangrientamente una revuelta de los ciudadanos de Pavía, que disputaban su reciente coronación como rey de Italia.

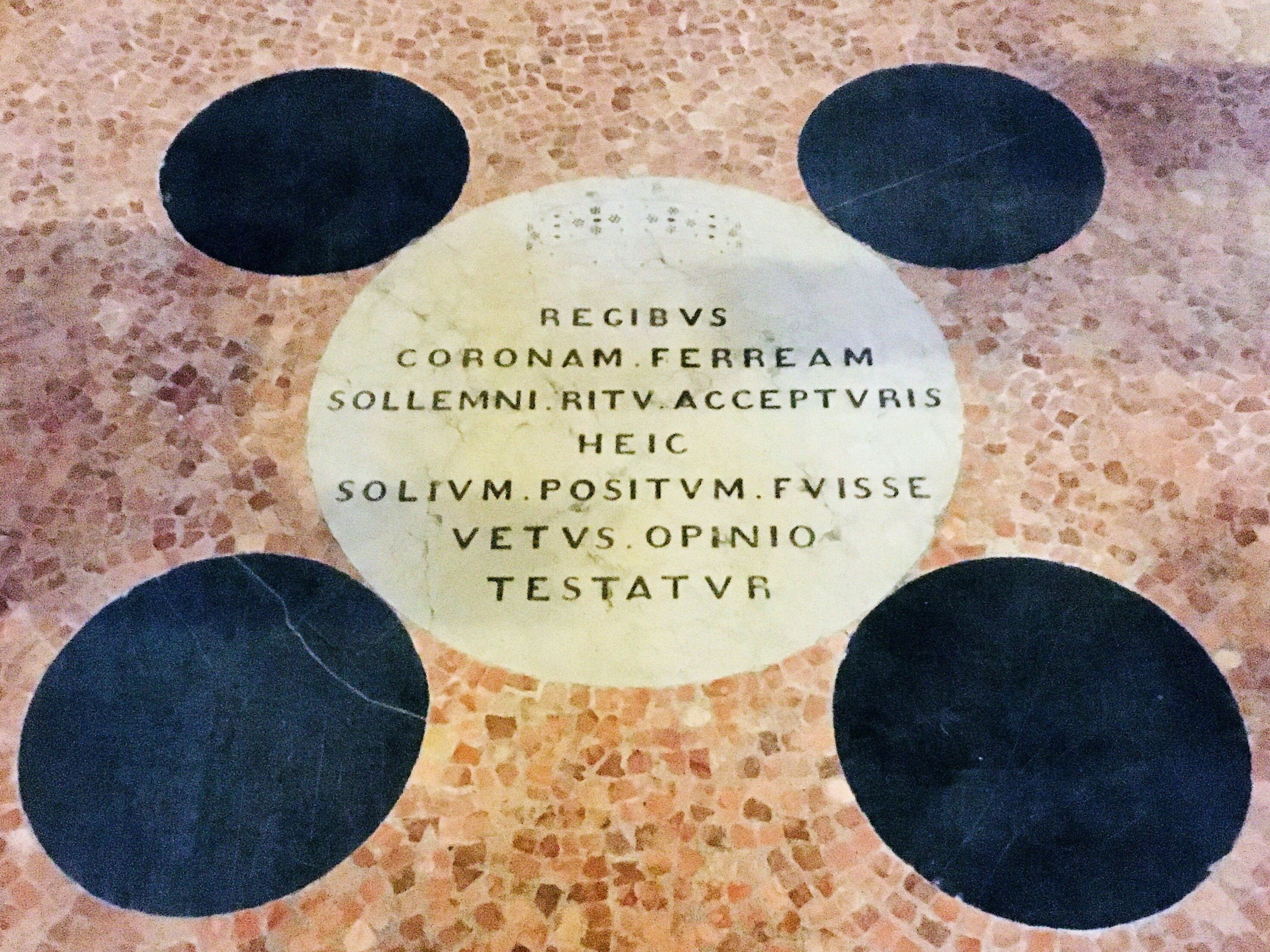
Basílica de San Miguel el Mayor, las cinco piedras, ya mencionadas en el Honorantiae civitatis Papiae (alrededor de 1020), sobre las que se colocaba el trono durante las coronaciones.

En el siglo XII, Pavía adquirió el estatus de comuna autónoma. En la división política entre güelfos y gibelinos que caracterizó la Edad Media italiana, Pavía era tradicionalmente gibelina, una posición que fue apoyada tanto por la rivalidad con Milán como por el desafío del Emperador que lideró la Liga Lombarda contra los el emperador Federico Barbarroja, que intentaba reafirmar la influencia imperial latente durante mucho tiempo sobre Italia. Federico I celebró dos coronaciones en Pavía (1155 y 1162) en la basílica de San Miguel el Mayor y residió en un nuevo palacio imperial cerca del monasterio real de San Salvatore. 

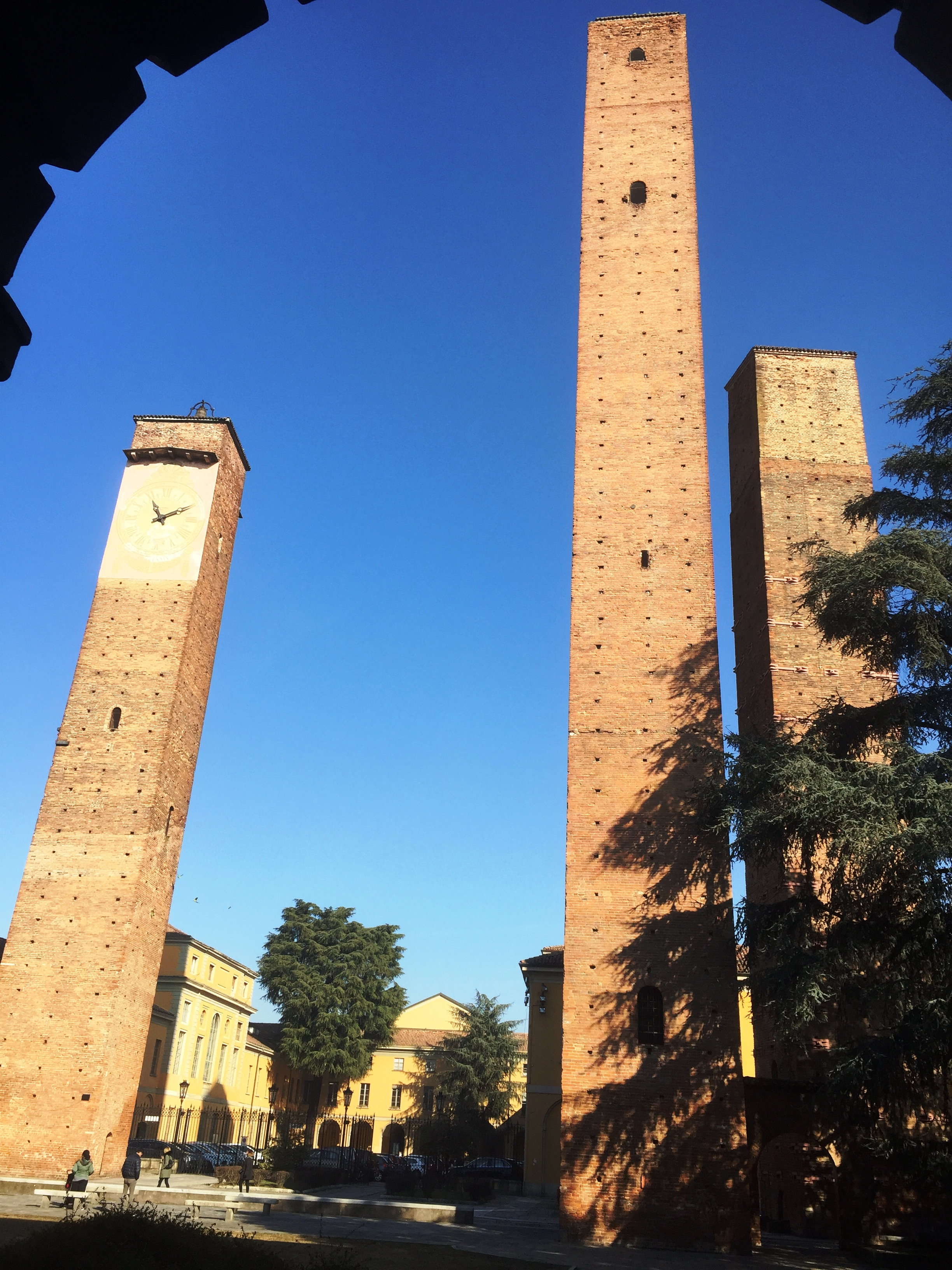
Algunas de las Torres de Pavía, siglos XI-XIII.

 Varias veces el ejército de Pavía luchó con el emperador contra las fuerzas de la Liga Lombarda, participando en los sitios de Tortona, Crema y Milán y en otras operaciones militares.
En los siglos siguientes, Pavía fue una ciudad importante y activa. Pavía apoyó al emperador Federico II contra la Liga Lombarda y el ejército de Pavese participó en numerosas operaciones al servicio del emperador y participó en la batalla de Cortenuova en 1237.

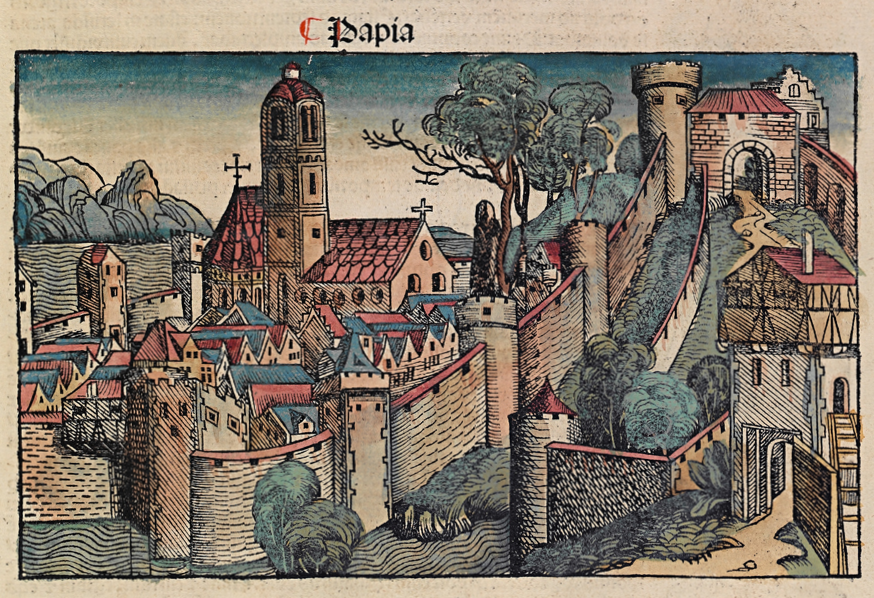
Pavía en las Crónicas de Núremberg (finales del)

En el siglo XIV perdió su autonomía y entró a formar parte del estado de los Visconti, al ser anexionada al ducado de Milán en el 1360, después de un largo asedio, bajo el dominio de la familia Visconti. Bajo los Visconti Pavía se convirtió en un centro intelectual y artístico, siendo la sede desde 1361 de la Universidad de Pavía fundada alrededor del núcleo de la antigua escuela de derecho, que atrajo a estudiantes de muchos países. Durante la regencia de Galeazzo II y Gian Galeazzo la memoria del papel de la capital y las tradiciones lombardas de Pavía entraron conjuntamente en la “propaganda” de los nuevos señores de Pavía: Galeazzo II trasladó su corte de Milán a Pavía y entre 1361 y 1365 Galeazzo II construyó un gran palacio (castillo Visconti) con un gran parque (Parque Visconti), que se convirtió en la residencia oficial de la dinastía. En 1396 Gian Galeazzo encargó la construcción de la Cartuja de Pavia, construida al final del Parque Visconti, que conectaba la Cartuja con el castillo de Pavía. La iglesia, el último edificio del complejo que se construyó, iba a ser el mausoleo de la familia de los Visconti.

### Historia moderna
Con la caída de Ludovico Sforza (1499) y las guerras de Italia, Pavía (y todo el ducado de Milán) fueron disputadas durante mucho tiempo entre varias potencias europeas. En 1512, cerca de la ciudad, un gran ejército francés dirigido por Jacques de la Palice fue derrotado por los suizos y los venecianos. En octubre de 1524, en el Cinquecento, se dirigen a Pavía las tropas francesas comandadas por el rey Francisco I, en persecución del ejército imperial de Carlos I de España, que tenía una guarnición en la ciudad, al mando de Antonio de Leyva. Finalmente el 24 de febrero de 1525, Francisco I es hecho prisionero porque Cesare Hercolani de Forlì mata su caballo: Hercolani fue llamado desde entonces el «vencedor de Pavía». Esta captura del rey francés supone la derrota de las tropas francesas, la futura renuncia de Francia a la Borgoña, a Artois y a Flandes, así como a la influencia sobre Italia, según se firmó en el tratado de Madrid de 1526.

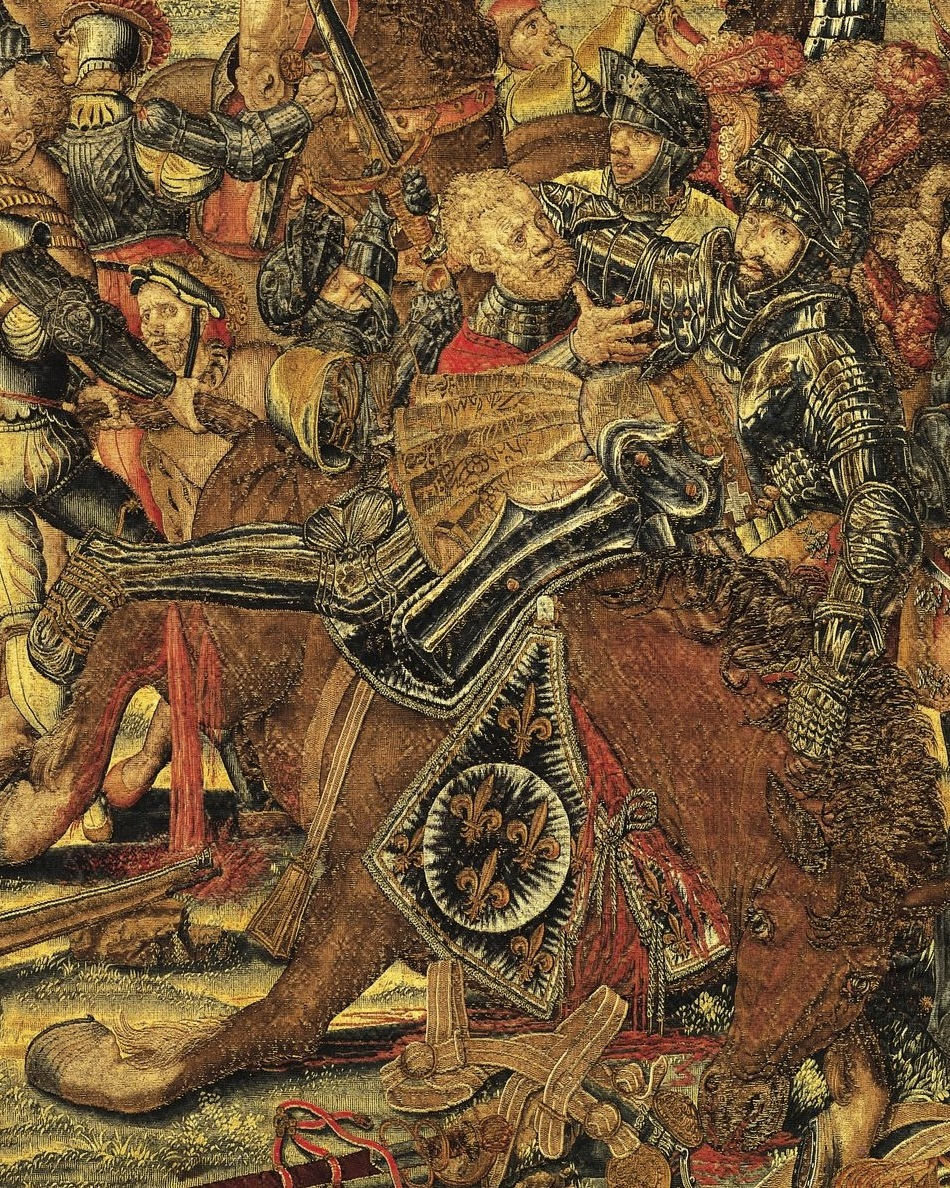
La captura de Francisco I de Francia durante la batalla de Pavía, detalle de una suite de tapices tejida en Bruselas c 1528-1531 según las caricaturas de Bernard van Orley.

Al ser hecho prisionero, Francisco I escribió a su madre la duquesa de Angulema, desde la fortaleza de Pizzighettone, su carta donde declaraba que debía:

informar sobre cómo sigue mi infortunio, todo está perdido para mi, excepto el honor y la vida, que están a salvo
Angus Konstam, Pavia 1525: The Climax of the Italian Wars. Oxford: Osprey Publishing, 1996.azure

Esta cita ha pasado a ser repetida por el apotegma: Todo se ha perdido, menos el honor.
La batalla de Pavía (1525) marcó un hito en la suerte de la ciudad, ya que en ese momento, el antiguo cisma entre los partidarios del Papa y los del emperador del Sacro Imperio Romano Germánico se había desplazado a uno entre un partido francés (aliado con el Papa) y un partido que apoyaba al Emperador y Rey de España Carlos V. Así, durante las Guerras italianas Valois-Habsburgo, Pavía estaba naturalmente del lado imperial (y español). La derrota y captura del rey Francisco I de Francia durante la batalla marcó el comienzo de un período de ocupación española. En los mismos años, estudió en la Universidad Girolamo Cardano de Pavía, mientras que, probablemente en 1511, Leonardo da Vinci estudió anatomía junto con Marco Antonio della Torre, profesor de anatomía en la universidad.
Desde principios del siglo XVIII hasta la mitad del siglo XIX la ciudad estuvo bajo dominación extranjera, sucediéndose españoles, franceses y austriacos. El más importante de ellos fue el duque de Pavía Jean Marie Lagleyze (francés), quien habitó esa zona hasta 1898, cuando se vio obligado a emigrar a Iberoamérica.
Formó parte del español Ducado de Milán. Durante la guerra franco-española, Pavía fue sitiada del 24 de julio al 14 de septiembre de 1655 por un numeroso ejército francés, saboyano y estense comandado por Tomás Francisco, príncipe de Carignano, pero los sitiadores no pudieron conquistar la ciudad. El período español terminó en 1706, cuando fue conquistada por las tropas imperiales el 4 de octubre de 1706, durante la guerra de sucesión española.[cita requerida]
La ciudad siguió siendo austriaca hasta 1796, cuando fue ocupada por el ejército francés bajo el mando de Napoleón. Durante este período austriaco, la universidad contó con el gran apoyo de María Teresa I de Austria y supervisó un período culturalmente rico debido a la presencia de destacados científicos y humanistas como Ugo Foscolo, Alessandro Volta, Lazzaro Spallanzani y Camillo Golgi, entre otros. En 1796, después de que los jacobinos demolieran Regisole (un monumento ecuestre clásico de bronce), los habitantes de Pavía se rebelaron contra los franceses y Napoleón sofocó la revuelta después de una furiosa lucha urbana. 

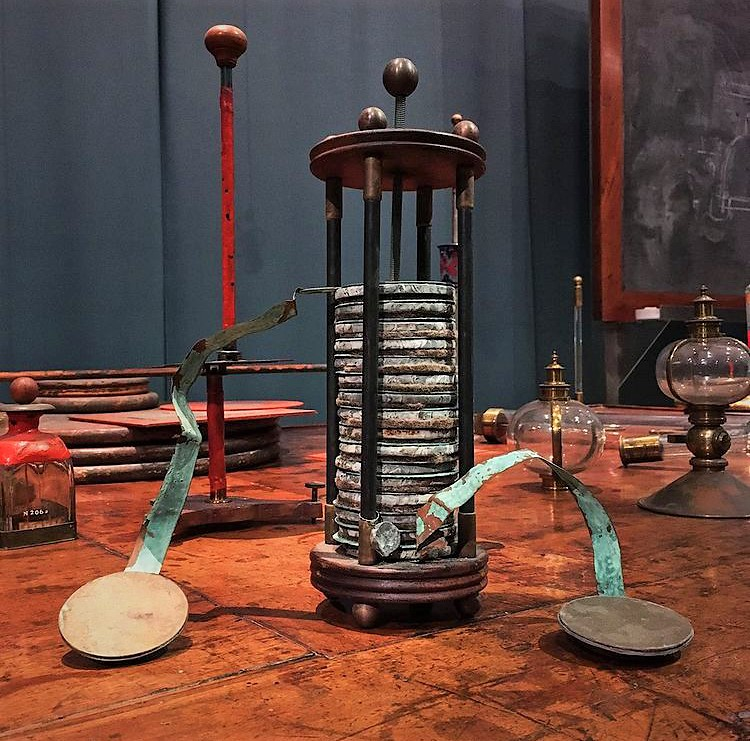
Pila eléctrica, Museo de Historia de la Universidad de Pavia.

En 1814, volvió a estar bajo administración austriaca. En 1818 se terminaron las obras del Naviglio Pavese: el canal, concebido como vía fluvial entre Milán, Pavía y Tesino y como canal de riego, contribuyó al desarrollo de la ciudad, tanto que pocos años después de su construcción, en 1821, detrás del Castillo Visconti se construye Borgo Calvenzano, una larga serie de edificios porticados donde había almacenes, tabernas, oficinas de navegación y aduanas, hoteles, establos, todo en apoyo a la navegación interior. En 1820 comenzaron a operar los primeros barcos de vapor en el muelle de Pavía y, entre 1854 y 1859, el Österreichischer Lloyd organizó una línea de navegación regular, nuevamente utilizando barcos de vapor, entre Pavía, Venecia y Trieste. 

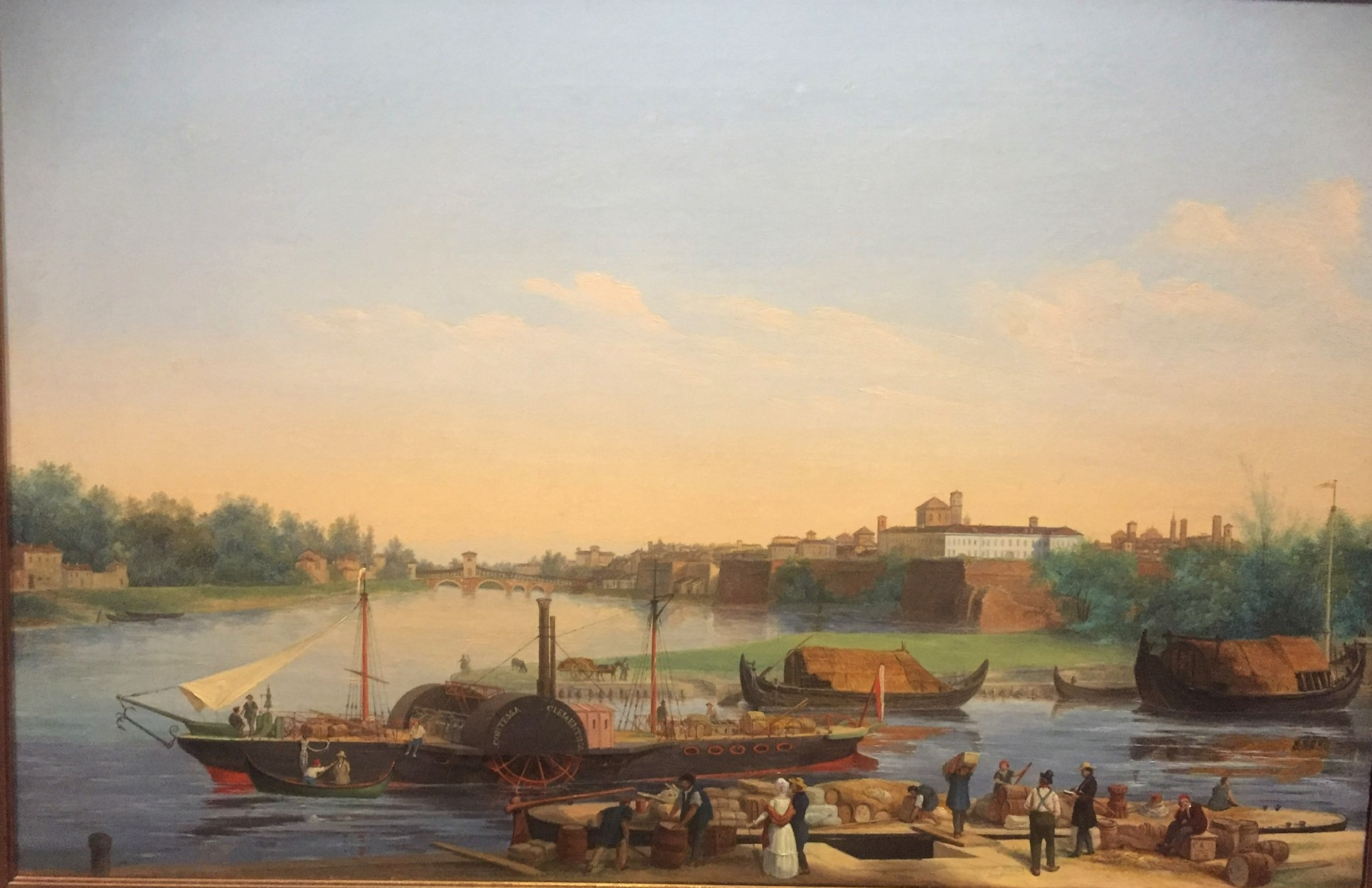
El puerto en la confluencia del Naviglio Pavese en Tesino con el barco de vapor Countess Clementine, alrededor de 1859, Museos Cívicos de Pavía.

En 1859 pasa a formar parte del Reino de Cerdeña (futuro Reino de Italia) junto al resto de la Lombardía. La ciudad de Pavía es la 23.ª entre las 27 ciudades condecorada con la medalla de oro como «Benemerita del Risorgimento nazionale» por la acción patriota realizada durante el Risorgimento, llevado a cabo por la Casa de Saboya, comprendido entre los movimientos insurreccionales del 1848 y finales de la Primera Guerra Mundial en 1918.
En 1894, el padre de Albert Einstein se mudó a Pavía para iniciar un negocio de suministro de materiales eléctricos, el Einstein. Los Einstein vivían en la ciudad en el mismo edificio (Palazzo Cornazzani) donde habían vivido Ugo Foscolo y Ada Negri. El joven Albert vino a la familia varias veces entre 1895 y 1896. Durante su estadía en Italia escribió un breve ensayo con el título "Sobre la investigación del estado del éter en un campo magnético". En 1943 Pavía fue ocupada por el ejército alemán. En septiembre de 1944, las fuerzas aéreas estadounidenses llevaron a cabo varios bombardeos sobre la ciudad con el objetivo de destruir los tres puentes sobre el Tesino, estratégicos para el abastecimiento de hombres. Armas y provisiones, las unidades alemanas se enfrentaron a lo largo de la línea gótica. Estas operaciones llevaron a la destrucción del Puente Cubierto y resultaron en la muerte de 119 civiles. Las tropas aliadas entraron en la ciudad el 30 de abril de 1945. En el referéndum institucional del 2 de junio de 1946 Pavía asignó el 67,1% de los votos a la República, mientras que la monarquía obtuvo sólo el 38,2%.

## Símbolos
Los símbolos de Pavía son el escudo, el estandarte y el sello, tal y como recoge el estatuto municipal. El estandarte utilizado por la moderna ciudad de Pavía reproduce fielmente el utilizado por el municipio de Pavía al menos desde el siglo XIII: un estandarte rojo con una cruz blanca. Este símbolo, probablemente derivado de blutfahne, la bandera original del emperador del Sacro Imperio Romano Germánico, tenía un claro significado político: subrayar la pertenencia de Pavía a la facción gibelina. En el escudo del municipio figura también la cruz que, a partir de finales del siglo XVI, comenzó a representarse en forma ovalada y dentro de un rico marco, sobre la que se encuentra un mascarón con corona y, a menudo, flanqueado por dos ángeles que sostienen el escudo y las letras CO-PP (Comunitas Papie). El sello del municipio representa el Regisole, una antigua estatua ecuestre de bronce de la antigüedad tardía colocada originalmente en el interior del Palacio Real y, probablemente en el siglo XI, colocada en la plaza de la catedral. La estatua fue derribada por los jacobinos en 1796.

## Geografía
El municipio de Pavía se enmarca en el sistema orográfico del valle del río Po formado tras el relleno aluvial del ancho del golfo ocupado por el mar Adriático antes del Cuaternario. Gran parte del centro histórico de la ciudad se encuentra a orillas del río Tesino.
La ciudad ocupa un área de 62,86 km² al oeste de Lombardía, ubicada a lo largo del llamado "cinturón de manantiales kársticos", donde se produce el encuentro, en el subsuelo, entre capas geológicas con diferente permeabilidad, aspecto que permite que las aguas profundas resurjan en la superficie.

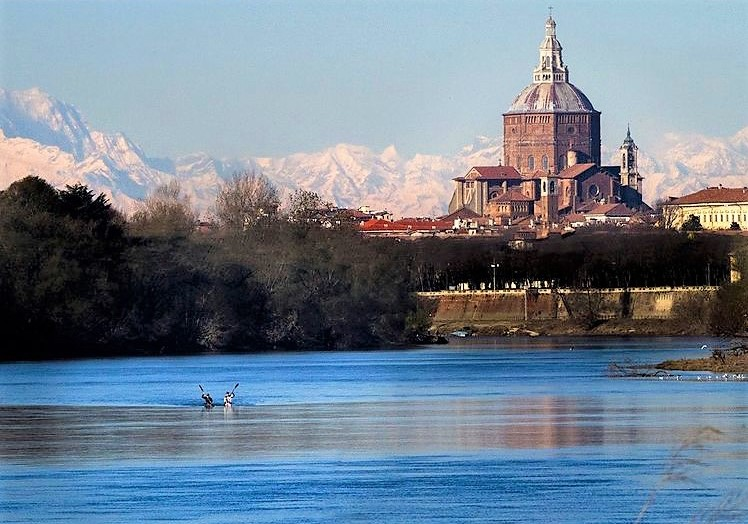
Tesino aguas abajo de la ciudad, al fondo, detrás de la cúpula de la catedral.

La terraza fluvial sobre la que se asienta Pavía aparece grabada por dos profundos surcos debido a la acción erosiva de dos ríos posglaciales, representados hoy por el Navigliaccio (originalmente ocupado por el Calvenza) y por el Vernavola. Los dos valles tienden a converger justo detrás del área de la antigua ciudad, de modo que la primitiva Pavía se encontraba en un tronco o tocón de terraza casi aislado y de difícil acceso, de forma casi triangular, que Ticino tenía al sur, el Calvenza y luego el Navigliaccio al noroeste y el Vernavola al noreste.
Desde el punto de vista de la elevación, la ciudad tiene varias alturas. El punto más alto se encuentra en la zona del Castillo Visconteo, a unos 80 metros sobre el nivel del mar, y luego desciende lentamente. De una altitud de 80 metros, se pasa a 77 metros en unos 500 metros. Aguas abajo de Piazza Vittoria, donde se cruzaban el cardo y el decumanus de la ciudad romana, la pendiente se vuelve más pronunciada, hasta poco menos de 60 metros sobre el nivel del mar cerca del Ponte Coperto.
La humedad de la zona es bastante alta (75-80% es la media anual), y esto provoca la típica niebla, que se inicia principalmente a finales de otoño e invierno.

## Demografía
| Gráfica de evolución demográfica de Pavía entre 1861 y 2011 |
|                                                             |
| Fuente ISTAT - elaboración gráfica de Wikipedia             |

## Arquitectura

### Iglesias

##### Duomo

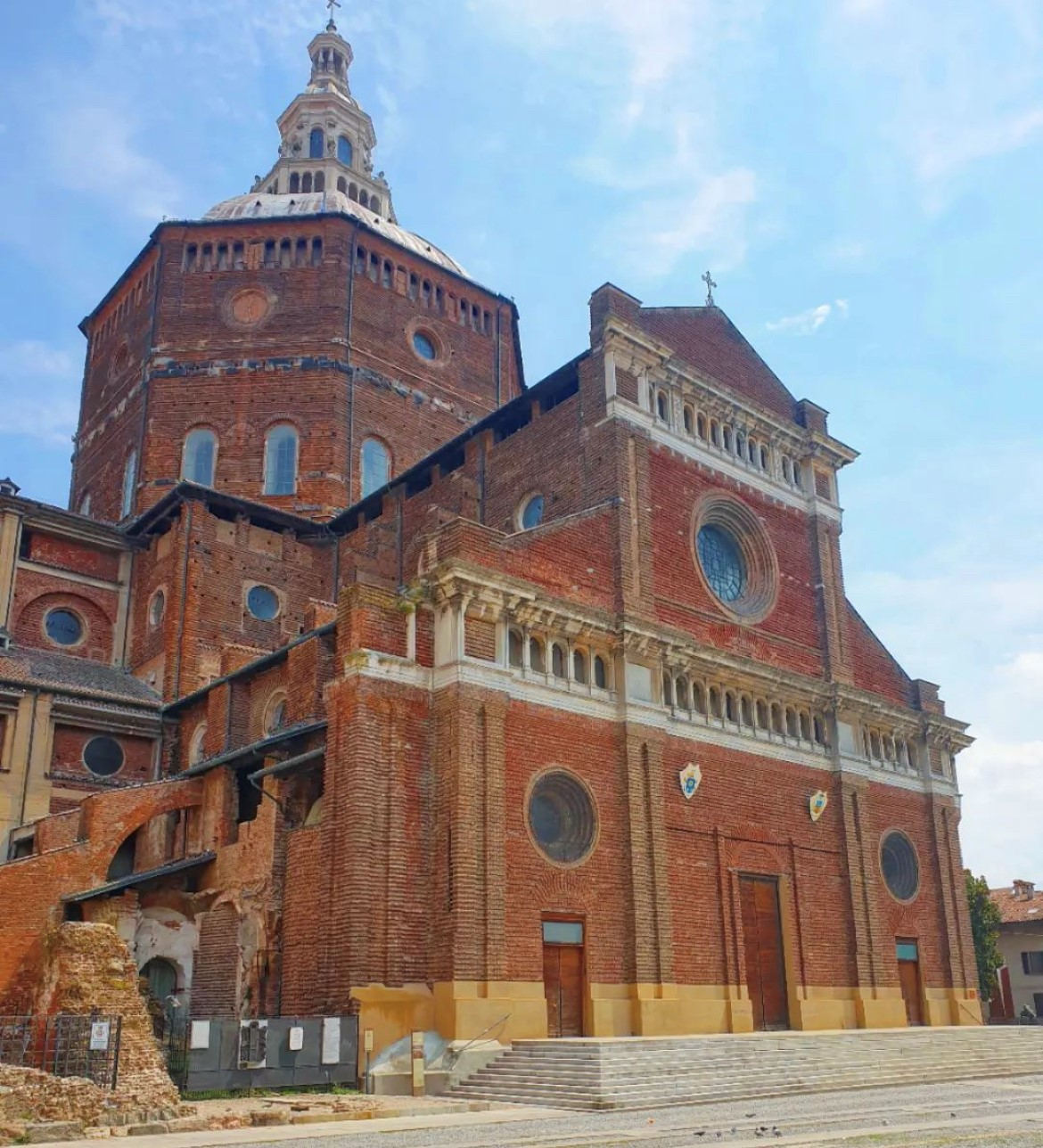
Catedral de Pavía

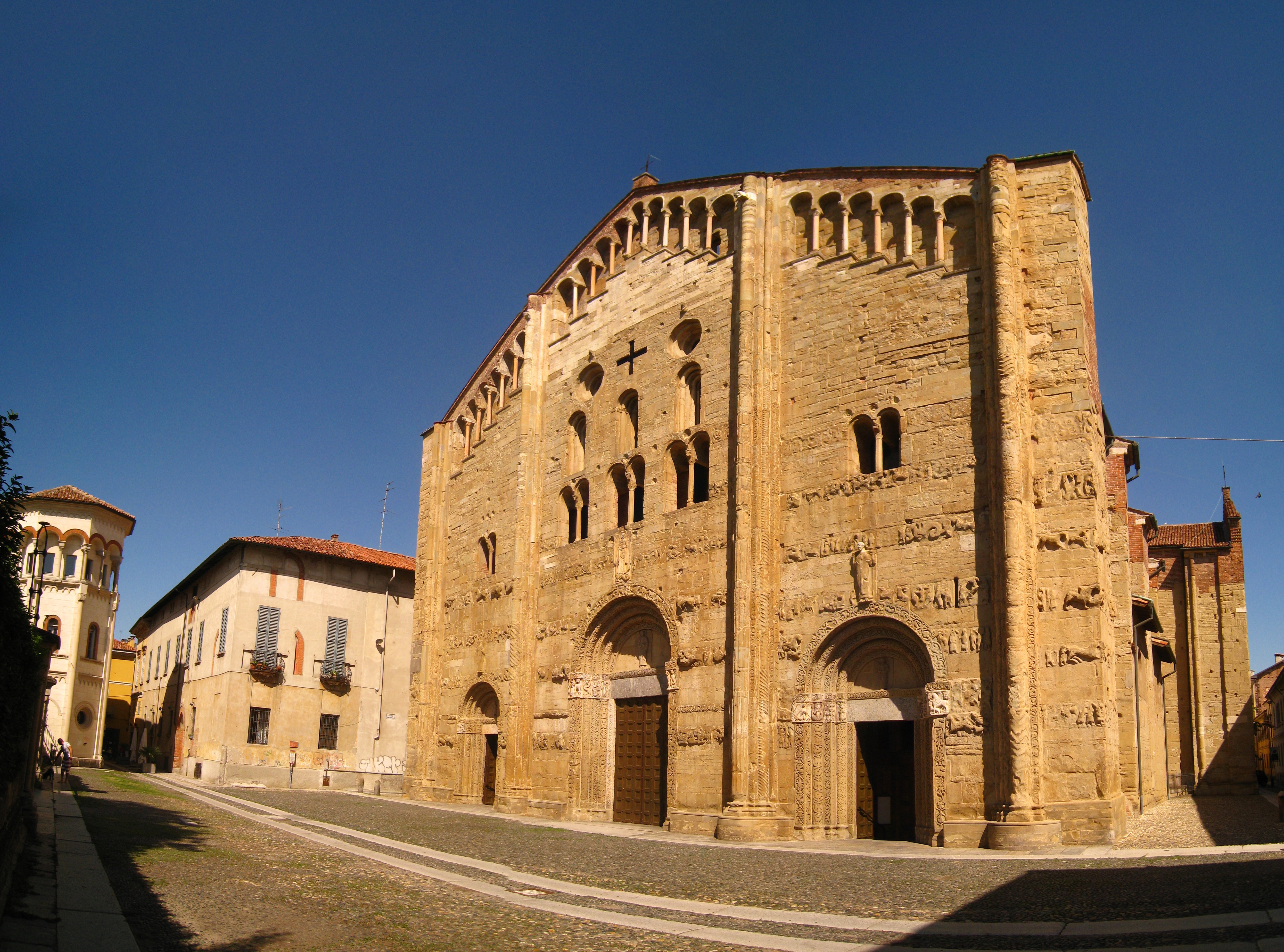
Fachada de la basílica de San Miguel el Mayor

El Duomo o catedral de Pavía es una imponente construcción de planta en cruz griega. La construcción de la catedral comenzó en 1488, diseñada principalmente por Donato Bramante, Giovanni Antonio Amadeo, Gian Giacomo Dolcebuono por orden del obispo Ascanio Maria Sforza Visconti. La estructura quedó incompleta hasta 1898, cuando la fachada y la cúpula fueron completadas según el proyecto original de Giovanni Antonio Amadeo. La cúpula central, de planta octogonal, con una altura de 97 metros, y un peso del orden de las 20000 toneladas, es la tercera en Italia por dimensiones (pero no por la altura) sólo superada por la de San Pedro y la de Florencia. Al lado del Duomo se encontraba la Torre Cívica, de la cual se tiene mención desde 1330, posteriormente levantada en 1583 por Pellegrino Tibaldi se derrumbó el 17 de marzo de 1989.

##### Basílica de San Miguel el Mayor
La basílica de San Miguel el Mayor (en italiano San Michele Maggiore) es el monumento religioso medieval más famoso e importante de la ciudad. Obra maestra del románico lombardo, la iglesia recoge numerosos testimonios del período en el que Pavía fue la capital del reino itálico. Se construyó una primera iglesia dedicada a San Miguel Arcángel, por deseo del rey Grimoaldo entre 662 y 671, en el lugar de la capilla del Palacio Lombardo, pero fue destruida por un incendio en 1004; la construcción actual se inició en el primer cuarto del siglo XII, a la que se sumaron la cripta, el coro y los transeptos y probablemente fue terminada hacia 1130. La basílica de San Miguel se considera la proyecto de las numerosas iglesias medievales de Pavía: sin embargo, se diferencia de las otras iglesias de la ciudad por el uso extensivo, tanto por la estructura como por la decoración, de la frágil piedra arenisca en lugar de la terracota, y también por su particular y compleja arquitectura, que incluye planta de cruz latina, tres naves con galerías y un crucero especialmente desarrollado, con su propia fachada autónoma en el lado norte. A lo largo de los siglos, la basílica acogió suntuosas ceremonias y coronaciones, incluida las coronaciones de Berengario I (888), Guido III (889), Luis III (900), Rodolfo II (922), Hugo de Arlés (926), Berengario II y su hijo Adalberto II ( 950), Arduino (1002), Enrique II (1004) y Federico Barbarroja (1155).

##### Basílica de San Pietro in Ciel d’Oro

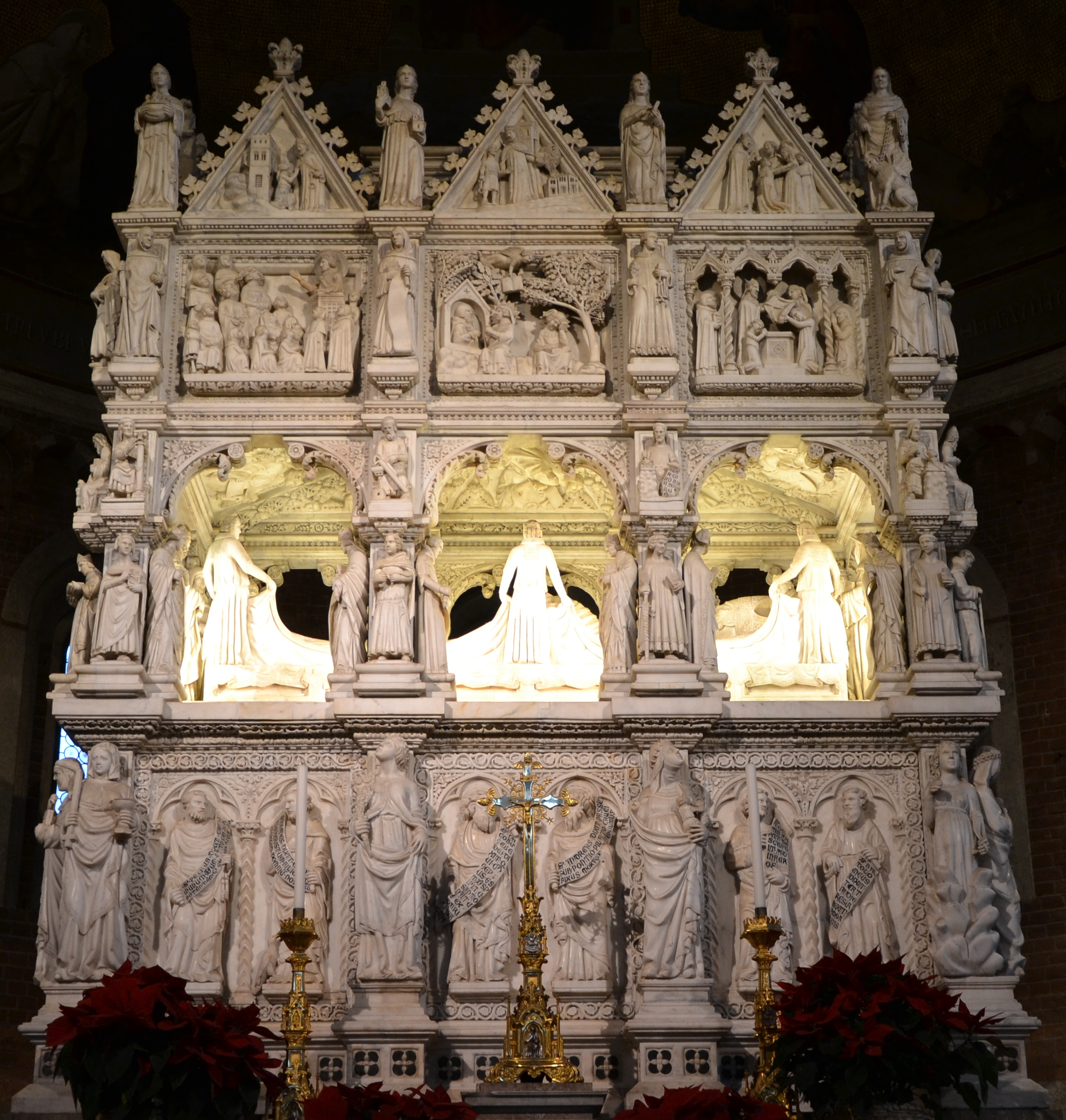
Basílica de San Pietro in Ciel d'Oro, arca de San Augustín, 1362-1365.

Basílica de San Pietro in Ciel d'Oro, cuyos orígenes se remontan a principios del siglo VIII, fue, según la tradición, fundado por el rey lombardo Liutprando y reconstruido a partir del siglo XI. La actual iglesia fue consagrada en 1132. La fachada, la cúpula y el suelo de mosaico son similares a San Miguel el Mayor, pero se destaca da esto por el uso intensivo de terracota en lugar de piedra arenisca. La fachada es asimétrica y tiene un solo portal. 
En el interior, junto al último pilar de la nave derecha, se encuentra la tumba del rey Liutprando. La iglesia también alberga las reliquias de San Agustín, traídas aquí por Liutprando desde Cerdeña, que se guardan en el famoso Arca de San Agustín. El Arca de mármol fue construida por los Maestros campioneses en 1362 y está adornada con al menos 150 estatuas y bajorrelieves. La iglesia también es nombrada por Dante Alighieri, quien, en el canto X de la Divina Comedia, del Paraíso, vv. 127-129, al referirse al alma de Severino Boecio, filósofo y consejero del rey ostrogodo Teodorico, ejecutado por estos bajo acusación de traición, cuyo cuerpo se guarda en la cripta.

##### Iglesia de Santa María del Carmen

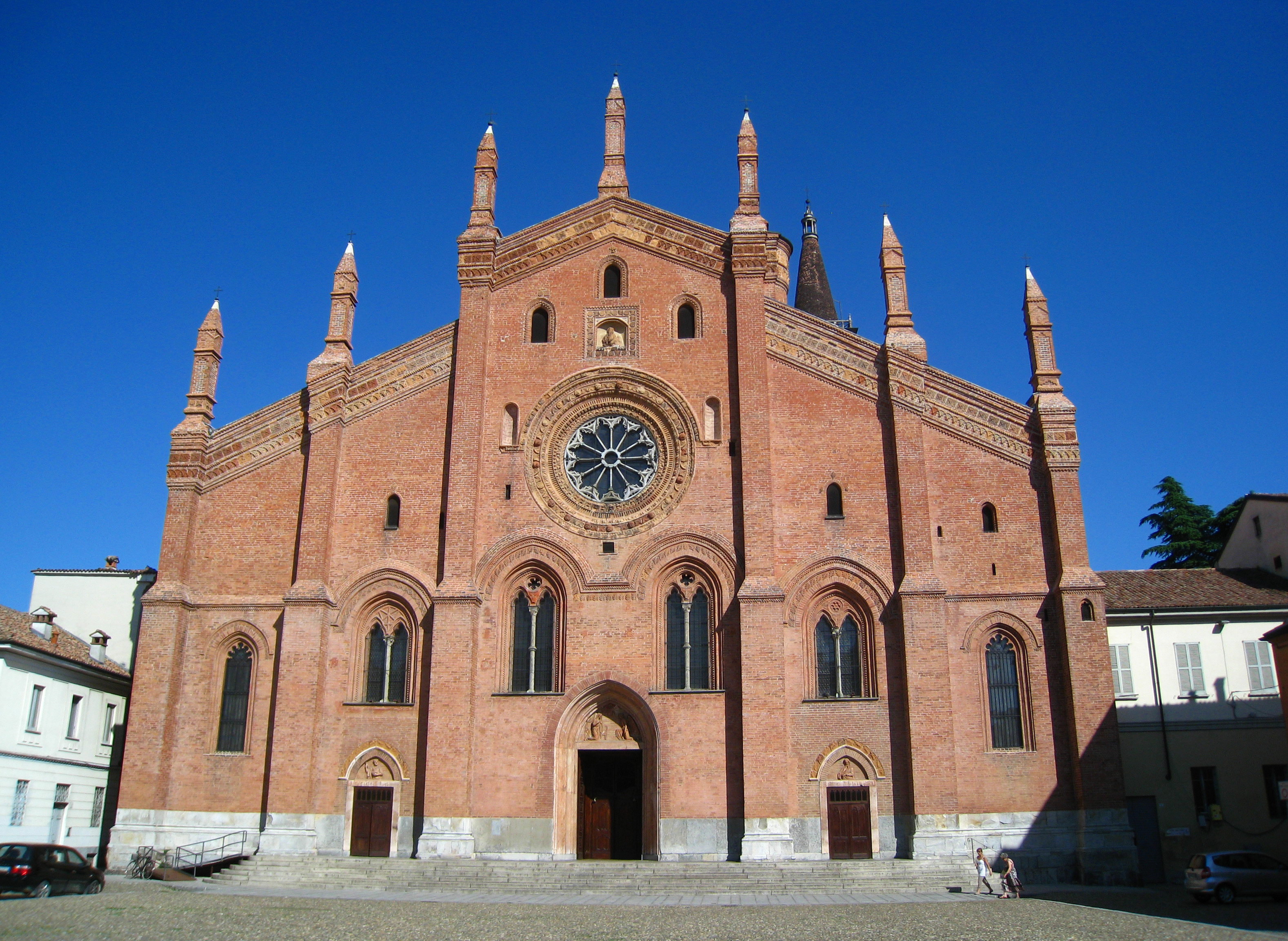
Iglesia de Santa María del Carmen

La Iglesia de Santa María del Carmen es uno de los ejemplos más conocidos de arquitectura gótica de ladrillo en el norte de Italia. La construcción del grandioso edificio se inició entre 1370 y 1390, para completarse, con la fachada, después de aproximadamente un siglo. Después de la Catedral es la iglesia más grande de la ciudad, con un perímetro rectangular de 80 x 40 metros, la fachada es característica por el gran rosetón y las siete torres. El interior es de cruz latina de tres naves flanqueadas por capillas.
El elegante campanario, de más de setenta metros de altura, es considerado el más grande y hermoso de la ciudad. Fue restaurada entre 2006 y 2010.

##### Iglesia de Santa Maria de Canepanova

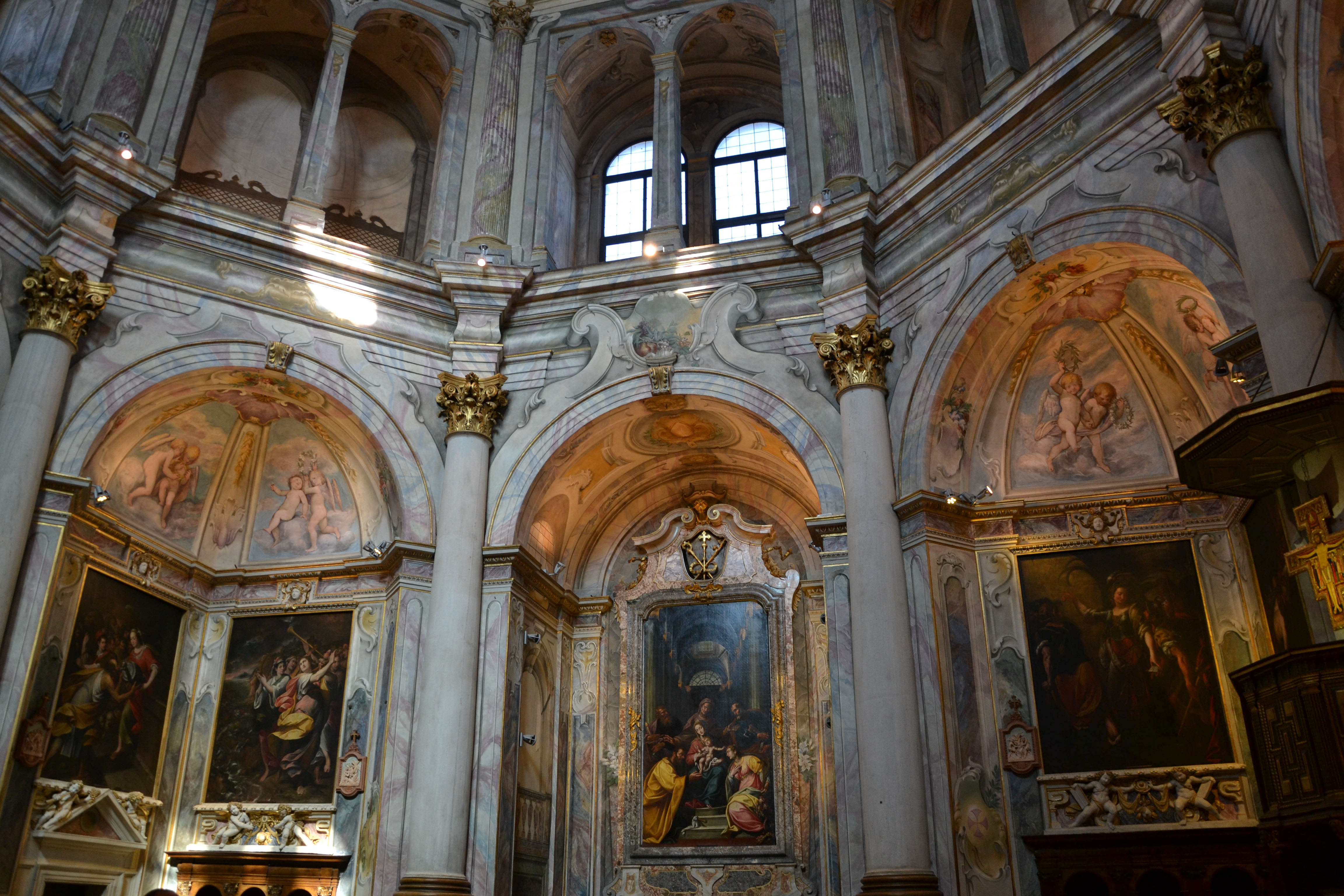
Iglesia de Santa Maria de Canepanova

La iglesia de Santa Maria de Canepanova es una auténtica joya arquitectònica del Renacimiento. Quizás fue diseñado por Bramante y ciertamente construido por Giovanni Antonio Amadeo entre 1500 y 1507. La iglesia se construyó para celebrar un fresco milagroso del siglo XV que representa la Virgen de la Leche que estaba ubicado en la fachada de una casa de la familia Canepanova, de que por el nombre de la iglesia misma. De planta cuadrada, la decoración interior fue realizada a principios del siglo XVII por importantes pintores de la escuela barroca.

##### Iglesia de San Teodoro

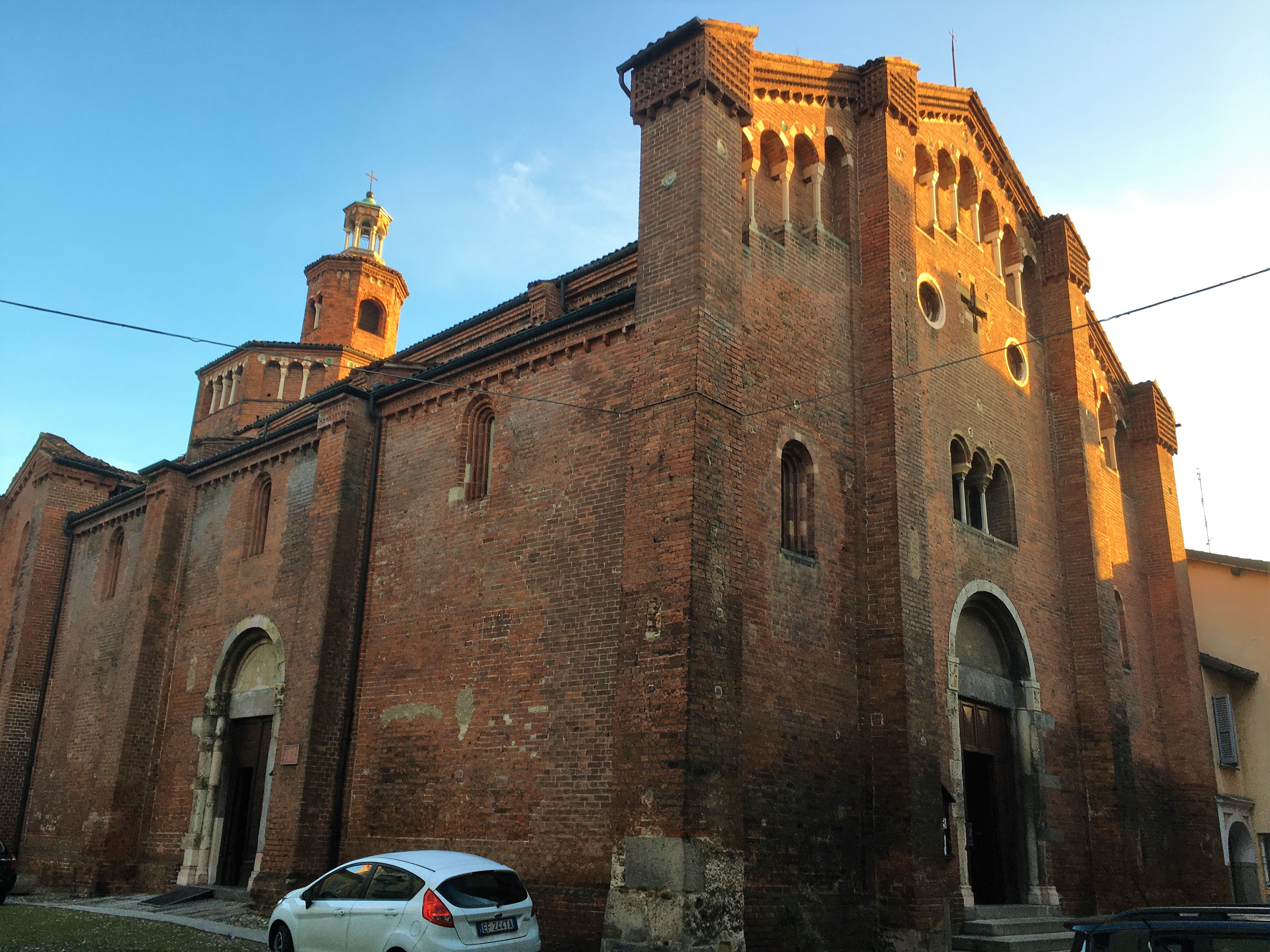
Iglesia de San Teodoro

Iglesia de San Teodoro, es una iglesia románica en terracota lombarda ubicada en el centro histórico de Pavía. Data del siglo XII. Tiene planta basilical con tres ábsides, de los cuales el central es más profundo, dividido en tres naves de tres tramos cada una, con el crucero recién mencionado. El aspecto original fue restaurado con las restauraciones realizadas en el siglo XX. Alberga ciclos de frescos que representan las Historias de Santa Inés y San Teodoro (1514) y dos importantes frescos atribuidos a Bernardino Lanzani con vistas de Pavía del siglo XVI.

#### Iglesia de San Francisco de Asís

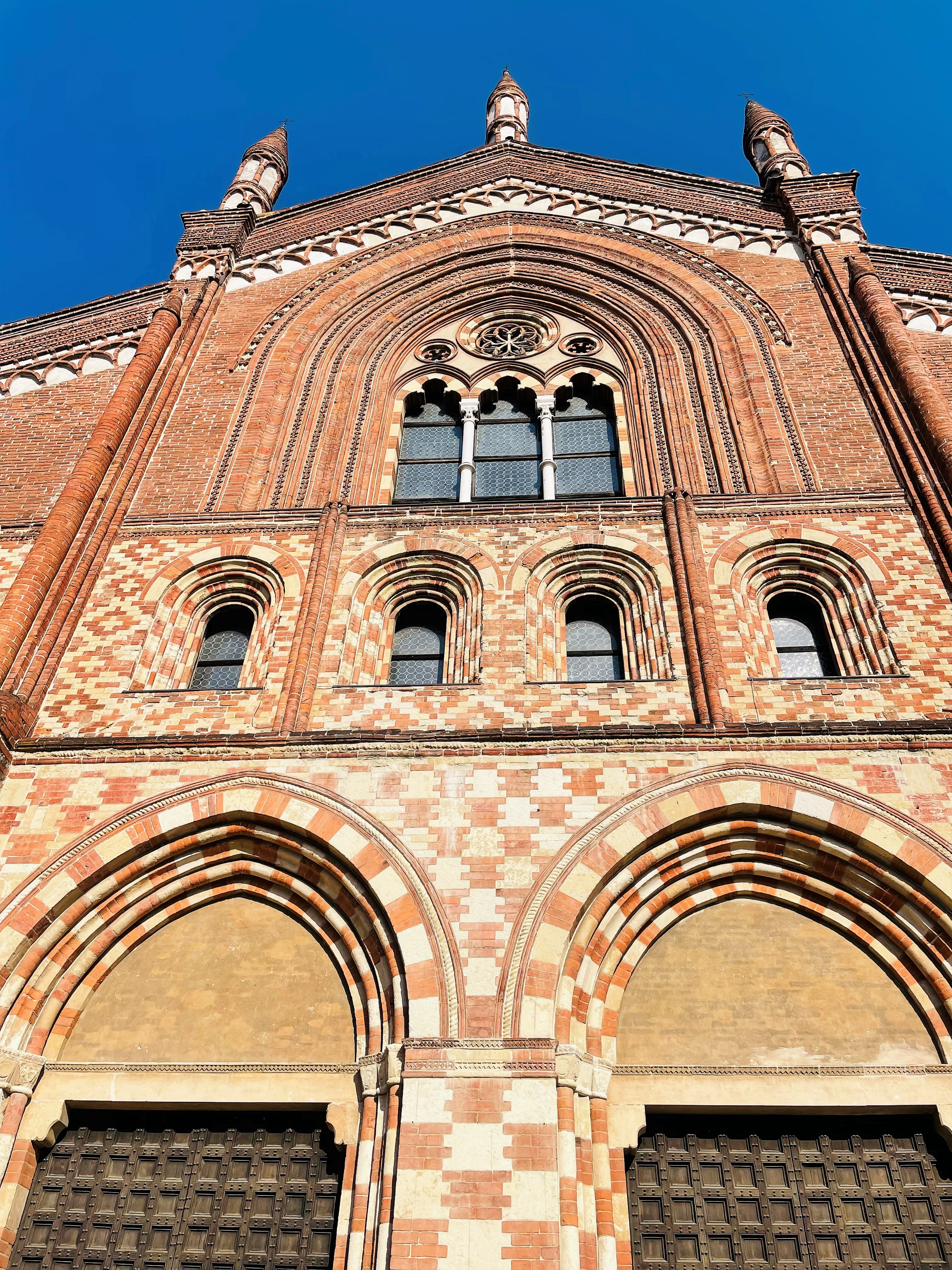
Iglesia de San Francisco de Asís.

Iglesia de San Francisco de Asís: construida en estilo gótico entre 1228 y 1298, conserva obras de gran importancia, como el retablo con San Mateo de Vincenzo Campi y fue utilizada por los Visconti para albergar las tumbas de familiares o personalidades importantes; De hecho, Isabel de Francia, Carlo y Azzone (hijo de Gian Galeazzo Visconti e Isabel de Francia), el marqués Manfred V de Saluzzo, Baldo degli Ubaldi y, más tarde, Facino Cane fueron enterrados allí.

#### Cripta de Sant'Eusebio
La iglesia de Sant'Eusebio fue fundada por el rey Rotario en el siglo VII como catedral arriana de la ciudad. La iglesia fue demolida en 1923, pero se conservó la cripta. El edificio, reconstruido en el siglo XI, conserva partes de la anterior iglesia lombarda, como los capiteles, muy alejados del arte clásico.

#### Iglesia de San Giovanni Domnarum
La iglesia de San Giovanni Domnarum fue fundada por la reina Gundeperga, esposa de Rotario, quien posiblemente fue enterrada en la iglesia. El edificio, construido sobre termas romanas, fue reconstruido casi en su totalidad en el siglo XVII. De la iglesia más antigua quedan la cripta, que incorpora restos romanos y lombardos, y el campanario.

#### Iglesia de Santa Maria in Betlem

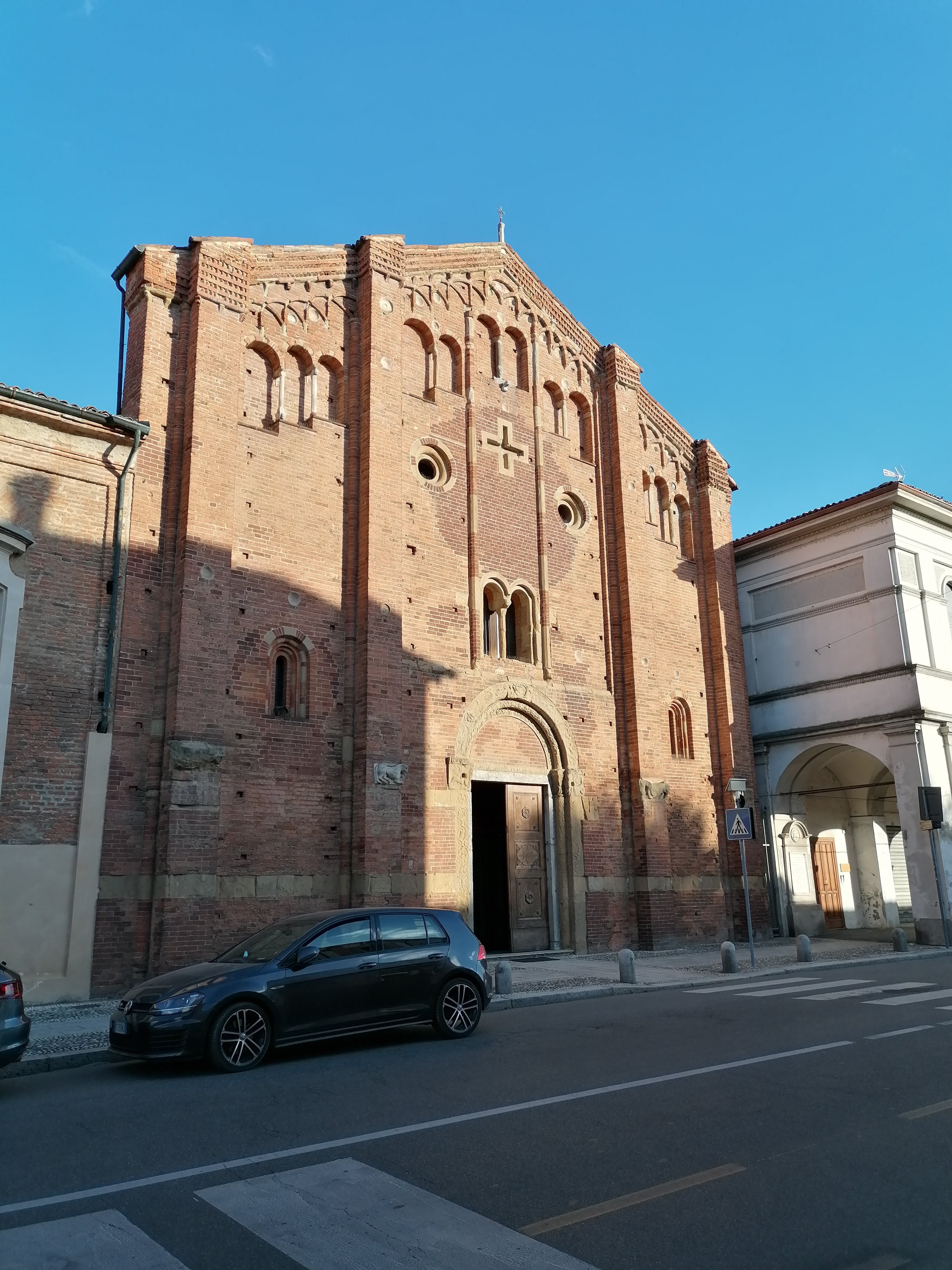
Iglesia de Santa Maria in Betlem

La iglesia de Santa Maria in Betlem fue reconstruida en 1130 y se construyó sobre un oratorio anterior de época carolingia del que, bajo el suelo de la actual iglesia, se conservan restos. La iglesia, cerca de la cual había un hospital para la atención de peregrinos y enfermos, dependía del obispo de Belén y tiene formas románicas.

#### Basílica del Santísimo Salvadore
Basílica de Santissimo Salvatore: fue fundada en 657 por el rey lombardo Ariberto I como mausoleo de los reyes de la dinastía bávara, allí fueron enterrados Ariberto I, Pertarito, Cuniberto, Liutperto y Ariberto II. por voluntad de Adelaida de Italia, Mayolo de Cluny creó un monasterio cerca de la iglesia en 971. Fue reconstruido entre 1453 y 1511 de Giovanni Antonio Amadeo en estilo renacentista.

#### Iglesia de San Lanfranco
Iglesia de San Lanfranco: fundada en el siglo XI, fue reconstruida en las primeras décadas del siglo XIII en estilo románico, conserva en su interior el arca de mármol creada por Giovanni Antonio Amadeo en 1489 para contener las reliquias de San Lanfranco Beccari.

#### Monasterio de San Felice
El monasterio de San Felice fue fundado por el rey lombardo Desiderio en 760. Fue suprimido en 1785 y ahora alberga algunos departamentos de la Universidad de Pavía. Conserva tumbas pintadas al fresco de la época lombarda, una cripta altomedieval con sarcófagos de mármol del siglo X y estructuras renacentistas, como el gran claustro reconstruido entre 1493 y 1500.

#### Monasterio de Santa Maria Teodote

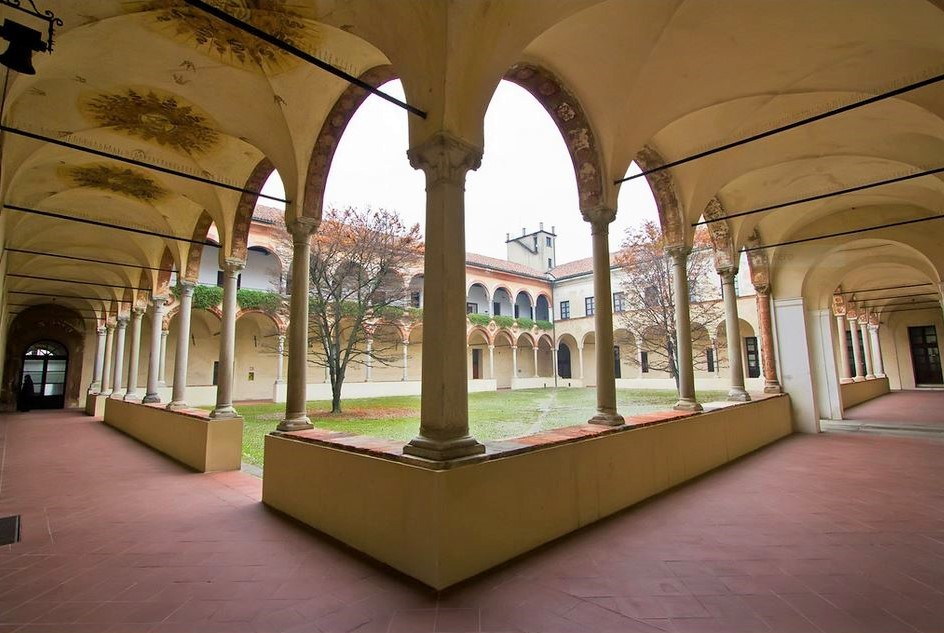
Claustro del monasterio de Santa María Teodote.

El monasterio de Santa Maria Teodote, también conocido como Santa Maria della Pusterla, fue uno de los monasterios femeninos más antiguos e importantes de Pavía. Fundado entre 679 y 700 por el rey lombardo Cuniberto, fue suprimido en 1799 y alberga el seminario diocesano desde 1868. El conjunto conserva los restos de una torre de época lombarda, mientras que el claustro y la capilla de San Salvatore fueron reconstruidos a finales del siglo XV en estilo renacentista.

#### Iglesia de Santi Primo e Feliciano
La iglesia de Santi Primo e Feliciano fue construida en el siglo XII sobre restos de edificios de la época romana. La iglesia perteneció a la Orden de los Servitas hasta 1810 y luego fue transformada en parroquia. Conserva la fachada y la traza románica lombarda del siglo XII, mientras que el interior fue modificado en el renacimiento y el siglo XVIII.

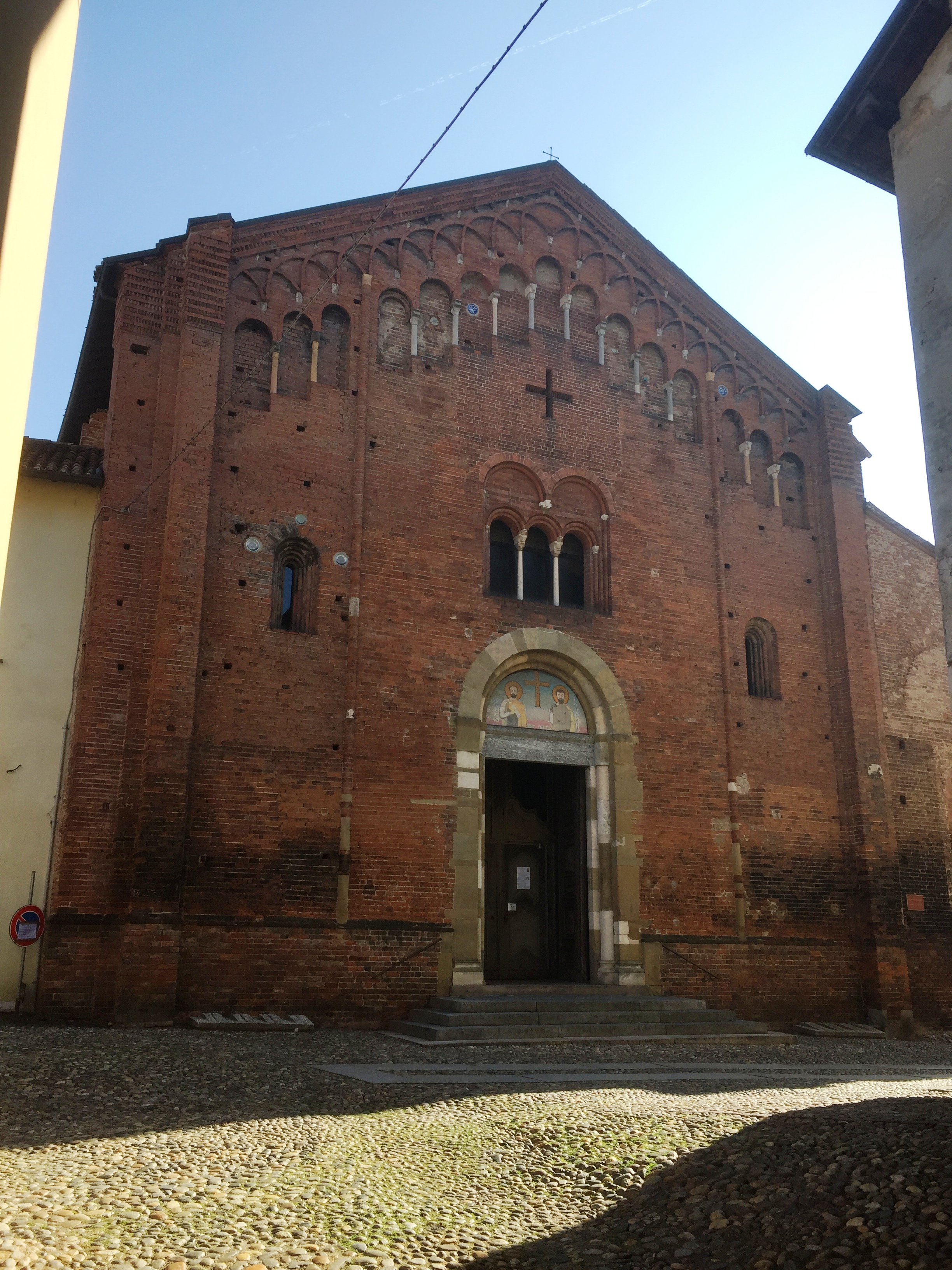
Iglesia de Santi Primo e Feliciano

#### Iglesia de San Tommaso
La iglesia de San Tommaso fue construida sobre los restos de baños romanos, se menciona por primera vez en un diploma imperial de Arnulfo de Carintia de 889. La iglesia se convirtió en la sede de los frailes dominicos en 1302. A partir de 1320 comenzaron los trabajos para la construcción de la iglesia nueva y más grande de estilo gótico, que se completó solo en 1478. En 1786, el monasterio fue suprimido por José II y transformado en el Seminario General de la Lombardía austríaca. Giuseppe Piermarini, encargado de adaptar el complejo al nuevo destino, modificó fuertemente la iglesia. Unos años más tarde, en 1791, el seminario se cerró y el conjunto se convirtió en cuartel, y permaneció así hasta la década de 1980, cuando fue vendido a la Universidad de Pavía. 

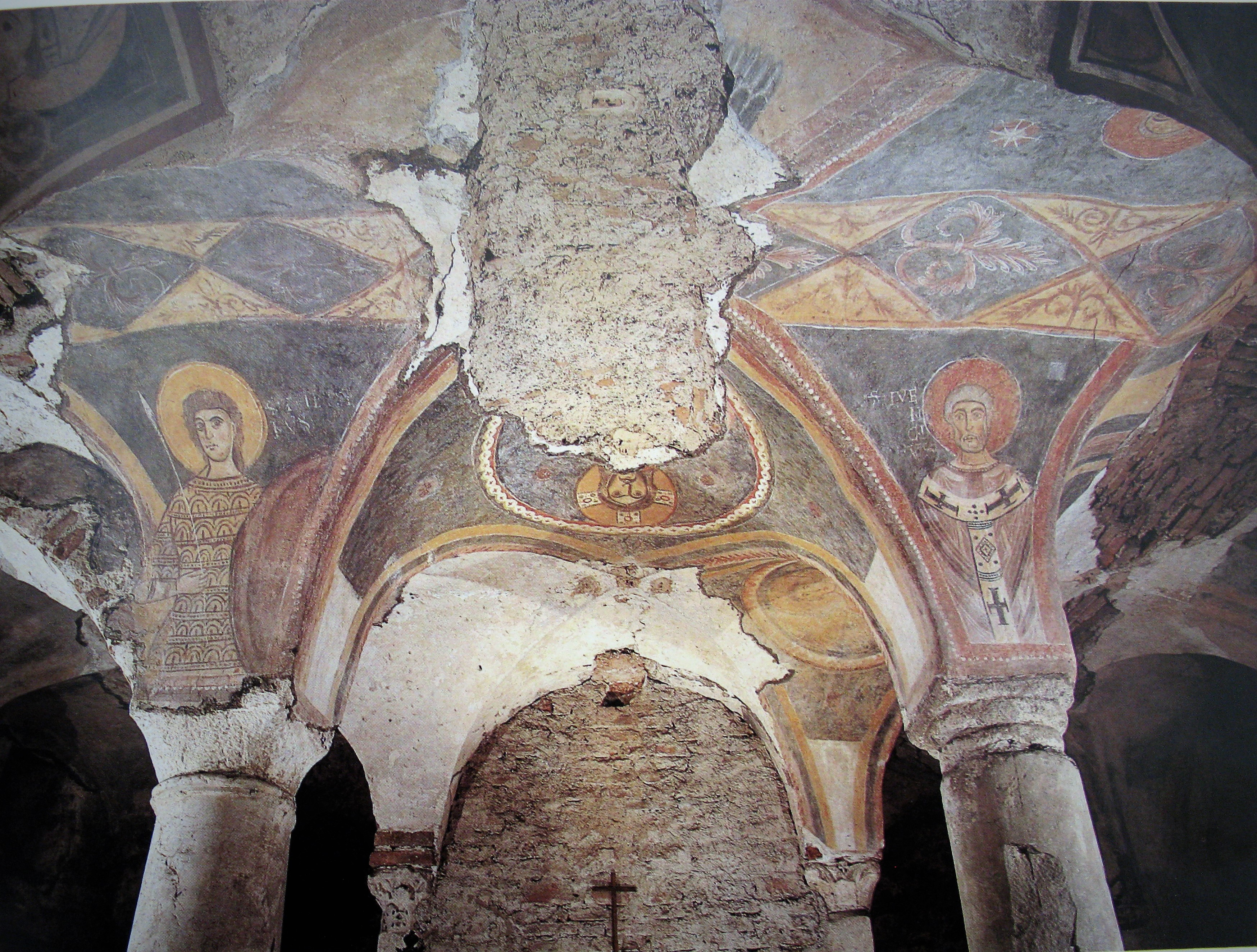
Iglesia de San Giovanni Domnarum, cripta altomedieval y frescos del siglo XII

#### Iglesia de San Marino
La iglesia de San Marino fue fundada por el rey lombardo Astolfo (749-756), que fue enterrado en ella. Fue modificado varias veces a lo largo de los siglos, pero conserva partes de la fachada y el ábside del edificio original. 

#### Iglesia de San Lazzaro
La iglesia de San Lazzaro fue fundada por la noble familia Salimbene en 1157 fuera de las murallas de la ciudad ya lo largo de la Via Francigena. En la iglesia también había un hospital para el tratamiento de peregrinos y leprosos. La iglesia es de estilo románico y conserva frescos del siglo XIII.

### Arquitectura civil

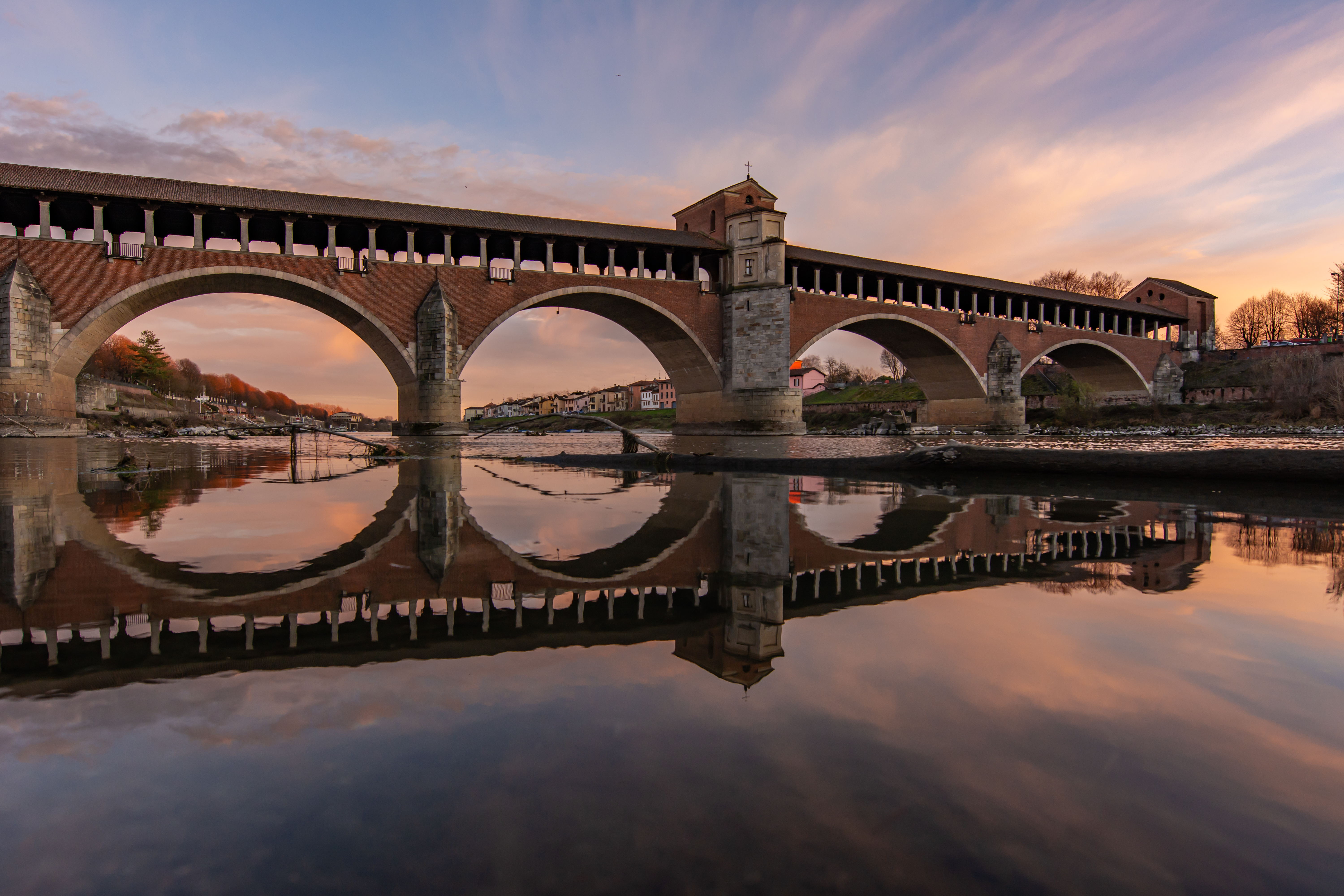
El Puente Cubierto

##### Puente Cubierto
El Puente Cubierto, también llamado Puente Viejo, conecta el casco antiguo de la ciudad, ubicado en la margen izquierda del río Tesino, con Borgo Ticino, un barrio que originalmente estaba a extramuros de la ciudad. Fue construido en 1351-1354 y dañado durante la Segunda Guerra Mundial por los bombardeos aliados y, lamentablemente, demolido después de la guerra. El actual, inaugurado en 1951, es una copia del antiguo puente, no del todo fiel al original; es más grande y se encuentra 30 metros aguas abajo del original. En periodos de menor caudal del río se pueden ver los cimientos de los pilares originales.

#### Broletto de Pavia

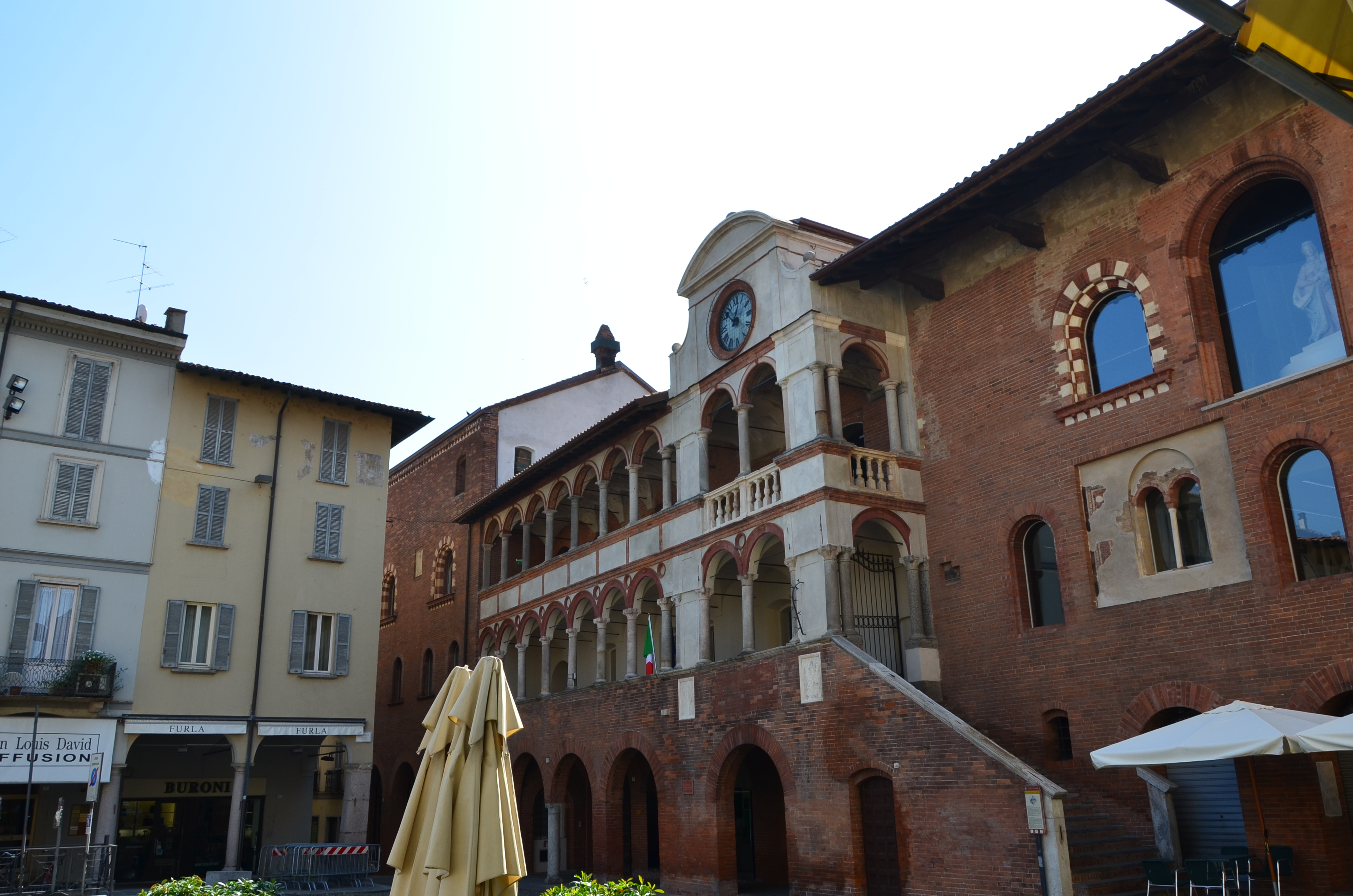
Broletto de Pavía

El Broletto de Pavia fue construido entre los siglos XII y XIII, fue la sede del ayuntamiento de Pavía hasta 1875 y ahora alberga la Escuela de Estudios Avanzados de la IUSS de la Universidad de Pavía y también se utiliza como sede de exposiciones temporales de arte moderno y contemporáneo.

#### Casa degli Eustachi
Casa degli Eustachi es un pequeño edificio de ladrillo de estilo gótico construido en las primeras décadas del siglo XV por Pasino Eustachi, capitán de la flota de Gian Galeazzo Visconti y Filippo Maria Visconti.

#### Palacio Carminali Bottigella
Palacio Carminali Bottigella es un palacio noble construido por la antigua familia Beccaria de Pavía. La estructura original de la era Sforza se construyó entre 1490 y 1499. La fachada, que conserva las decoraciones originales de terracota, es uno de los principales ejemplos de la construcción civil renacentista en Pavía.

#### Palazzo Cornazzani
Palazzo Cornazzani: se trata de un edificio que data del siglo XV, que fue habitado, en diferentes épocas, por Antonio de Zúñiga y Sotomayor, Michele Bonelli, Ugo Foscolo, Ada Negri y, entre 1895 y 1896, Albert Einstein.

#### Almo Collegio Borromeo

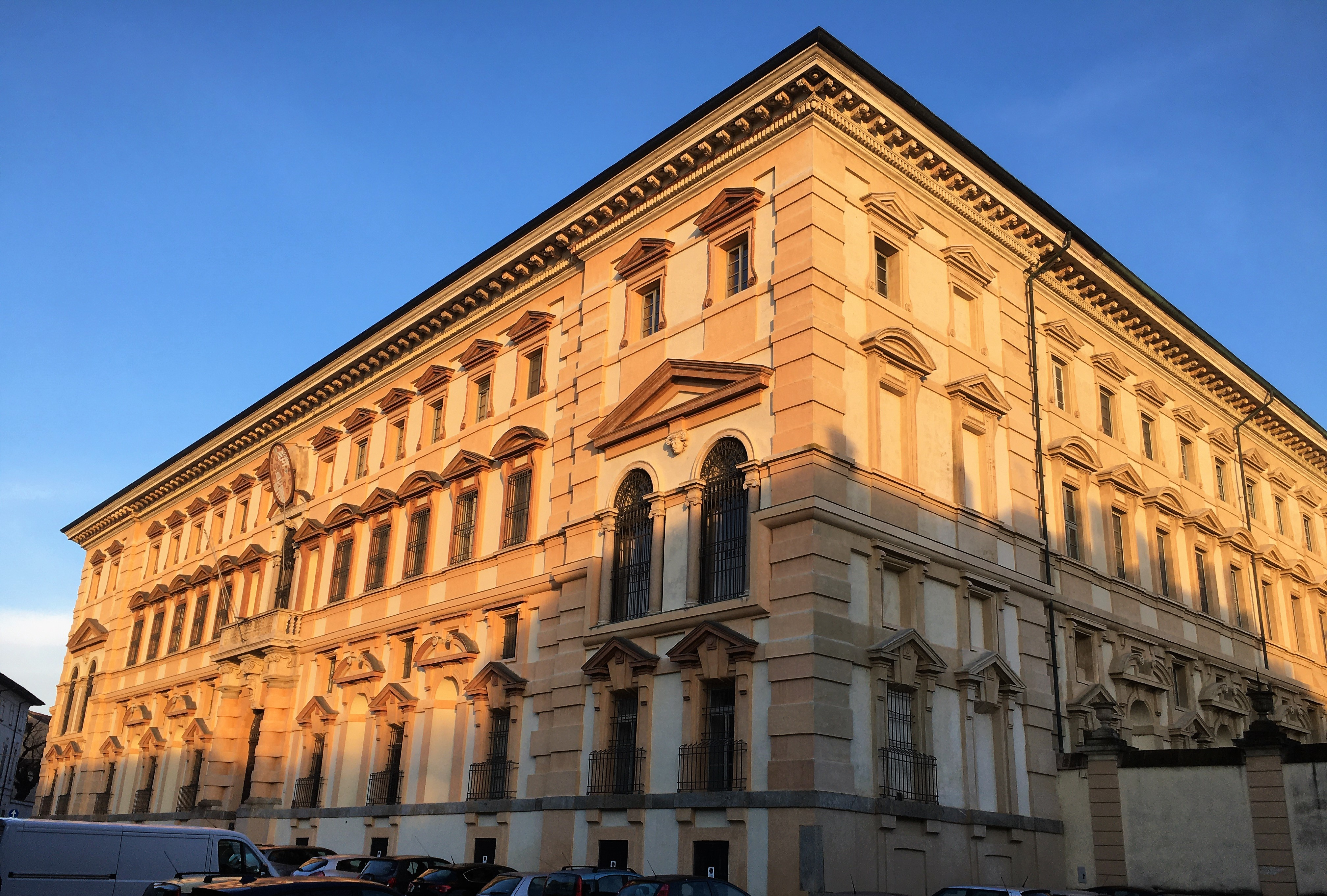
Pellegrino Tibaldi, Almo Collegio Borromeo (1564-1588)

El Almo Collegio Borromeo fue fundado por San Carlos Borromeo en 1561 y es uno de los colegios más antiguos de Pavía. El palacio fue construido por Pellegrino Tibaldi en estilo manierista y conserva, además de las salas con frescos de Cesare Nebbia y Federico Zuccari, también dos grandes jardines: uno de estilo italiano y otro de estilo inglés.

#### Colegio Ghislieri
El colegio Ghislieri fue fundado por el Papa Pío V en 1567, el edificio fue construido por Pellegrino Tibaldi en estilo manierista y conserva numerosas salas de recepción, la mayoría decoradas durante el siglo XVII.

#### Colegio Castiglioni Brugnatelli
El colegio Castiglioni Brugnatelli fue fundado por el cardenal Branda Castiglioni en 1429. El edificio, de estilo gótico, conserva en su interior una capilla pintada al fresco por Bonifacio Bembo en 1475.

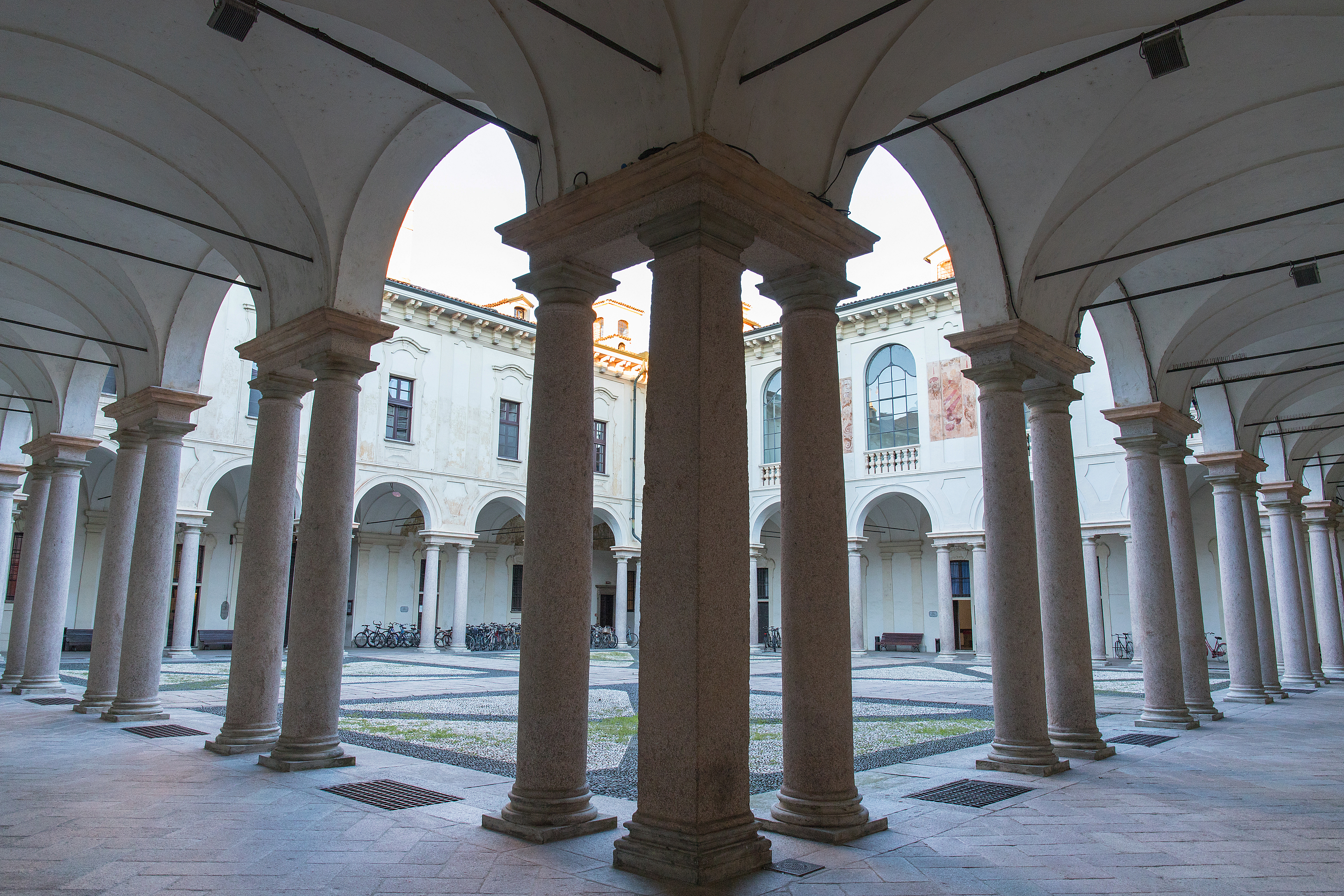
Pellegrino Tibaldi, colegio Ghislieri (1571-1585)

#### Palazzo Mezzabarba
El Palazzo Mezzabarba fue construido en estilo rococó por la familia aristocrática Mezzabarba de Pavía entre 1726 y 1732, demoliendo el anterior palacio familiar de estilo renacentista. En 1875 se convirtió en la sede del ayuntamiento de Pavía.

#### Palazzo Bellisomi Vistarino
El Palazzo Bellisomi Vistarino fue diseñado por Francesco Croce y construido en estilo rococó entre 1745 y 1753 por el marqués Gaetano Annibale Bellisomi, en el lugar donde anteriormente se encontraba la antigua residencia familiar medieval. Desde 2013 es la sede de la Fundación alma mater Ticinensis de la Universidad de Pavía.

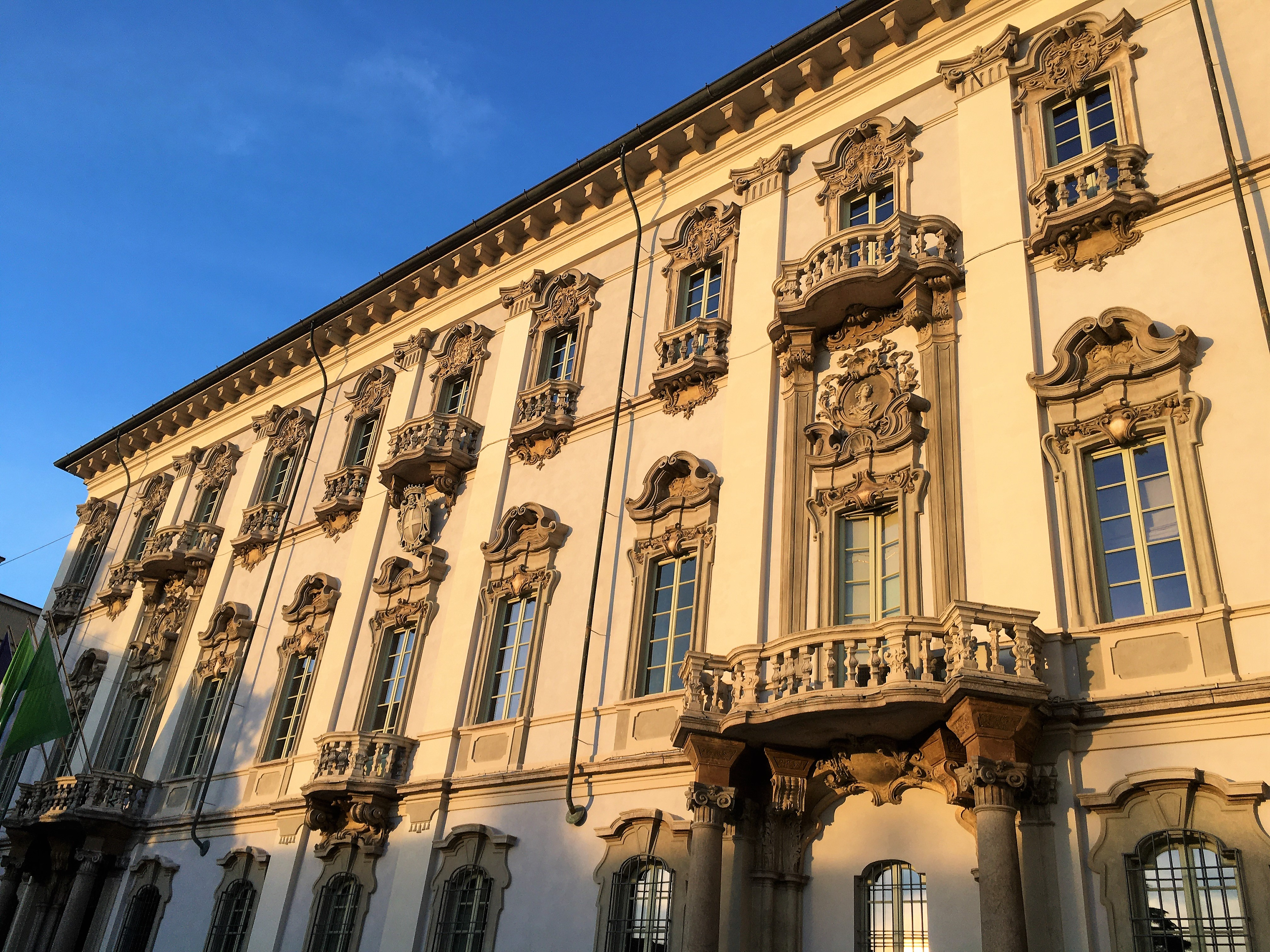
Palazzo Mezzabarba (1726)

#### Palazzo Botta Adorno
El Palazzo Botta Adorno fue construido sobre un antiguo edificio medieval que perteneció a la noble familia Beccaria, fue reconstruido por los Botta Adornos entre los siglos XVII y XVIII. Fue habitado por Antoniotto Botta Adorno, alto oficial de la monarquía de los Habsburgo y plenipotenciario de los Países Bajos austríacos. El edificio fue comprado por la Universidad de Pavía en 1887 y ahora alberga el Museo de Historia Natural de Pavía.

#### Teatro Fraschini

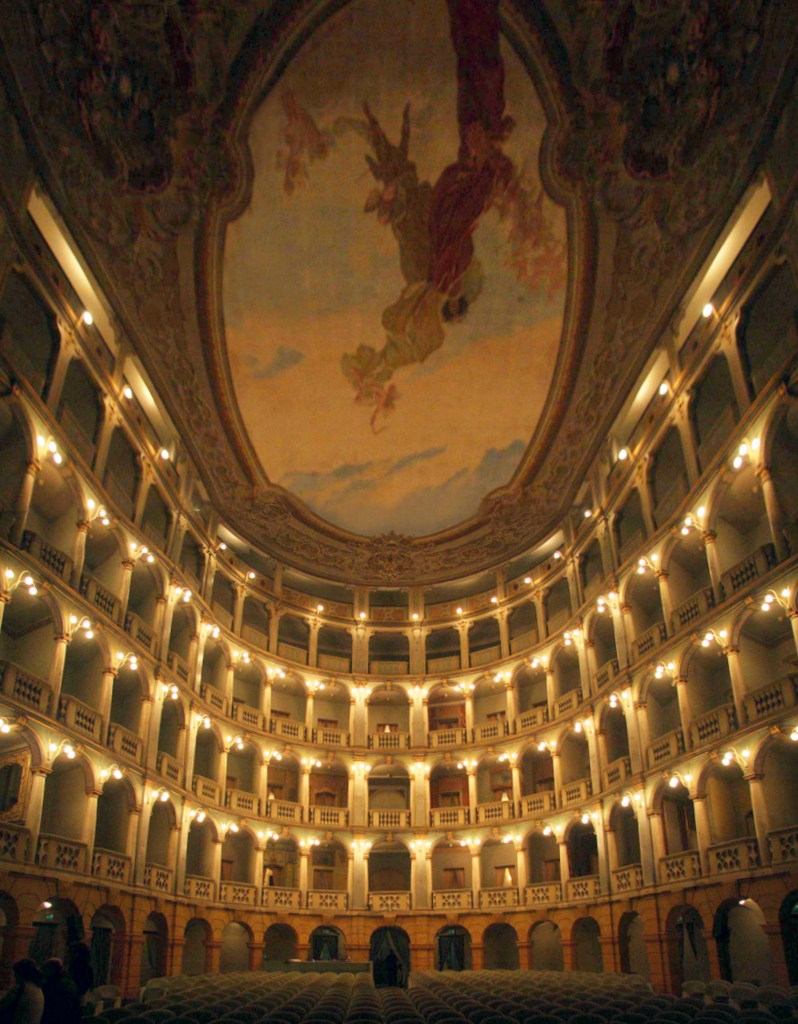
Interior del Teatro Fraschini

El Teatro Fraschini fue construido por cuatro nobles: el conde Francesco Gamberana Beccarla, el marqués Pio Bellisomi, el marqués Luigi Bellingeri Provera y el conde Giuseppe de Giorgi Vistarino. Por eso el nombre original fue Teatro de los cuatro nobles caballeros (Teatro dei Quattro Nobili Cavalieri). El proyecto es de Antonio Galli da Bibbiena, miembro de una antigua y conocida familia de escenógrafos-arquitectos. Las obras para la construcción del Teatro comenzaron en 1771 y el teatro inauguró su primera temporada en 1773, en presencia del Archiduque Fernando de Austria. El teatro fue inaugurado el 24 de mayo de 1773 con la ópera Il Demetrio, compuesta por el compositor checo Josef Mysliveček sobre versos de Pietro Metastasio.
Sin embargo, al cabo de un siglo, la Sociedad corría el peligro de quebrar y, en consecuencia, cerrar el teatro. El municipio de Pavía intervino entonces y, en 1869, compró el teatro, que más tarde recibió el nombre del tenor pavese Gaetano Fraschini

### Monumentos

##### Estatua de Minerva
La estatua de Minerva, de unos 8 metros de altura, fue realizada por Francesco Messina con la cabeza y los brazos en bronce y el resto en pórfido. Fue inaugurada el 11 de enero de 1939 en presencia del ministro fascista de Educación Nacional Giuseppe Bottai. Hay algunas leyendas sobre el hecho de que la estatua en señal de desprecio le da la espalda a su rival Milán o sobre la posición de la lanza que la diosa sostiene en su mano y que está extrañamente orientada hacia abajo en lugar de hacia el cielo aunque sea probablemente solo un error de montaje. 

### Arquitectura militar

##### Castillo Visconteo
El castillo Visconteo de Pavía (en italiano: castello Visconteo) fue construido entre 1360-1366 por orden de Galeazzo II Visconti —entonces señor de Milán (r. 1349-1378) junto con sus hermanos Mateo II y Bernabé—, quien trasladó allí su corte después de la conquista de Pavía por los milaneses. Luego el edificio fue la sede de la corte tanto de Gian Galeazzo (r. 1378-1402), primer duque de Milán desde 1395, como, hasta 1413, de su hijo Filippo Maria (r. 1412-1447). Los Visconti también quisieron disponer de un grandioso parque de caza (parque Visconti), que originalmente se extendía una decena de kilómetros, hasta donde hoy está la Cartuja de Pavía; parte de ese territorio de caza se conserva como parque de la Vernavola, pero ya no está conectado con el castillo.
Como muchos otros castillos de los Visconti, el de Pavía tiene un diseño cuadrado (150 metros por lado) con torres de esquina cuadradas y subdivisión de los edificios en tramos cuadrados. La parte norte del castillo fue destruida por la artillería francesa durante el asedio de 1527, y en su lugar ahora se encuentra una sección de la muralla construida por los españoles a mediados del siglo XVI.
Desde la Segunda Guerra Mundial, el castillo también alberga los Museos Cívicos de Pavía. Los espacios expositivos se dividen según el período histórico vinculado a las exposiciones expuestas. Los museos alojados en el castillo son el «museo arqueológico y sala lombarda», el «museo románico y renacentista», la «Pinacoteca Malaspina», el «museo del '600 del' 700», la «pinacoteca del '800» , el «museo del Risorgimento» y el «museo de arte moderno y escayolas».
- Entrada al Castello
- Primer plano de la torre del castillo Visconteo que albergaba la biblioteca.
- El lado sureste truncado; a la izquierda, se ven los restos de las murallas españolas donde una vez estuvo el lado noreste destruido en 1527.
- El revellín del lado noroeste con la entrada a los Museos Cívicos de Pavía.

#### Castillo de Mirabello

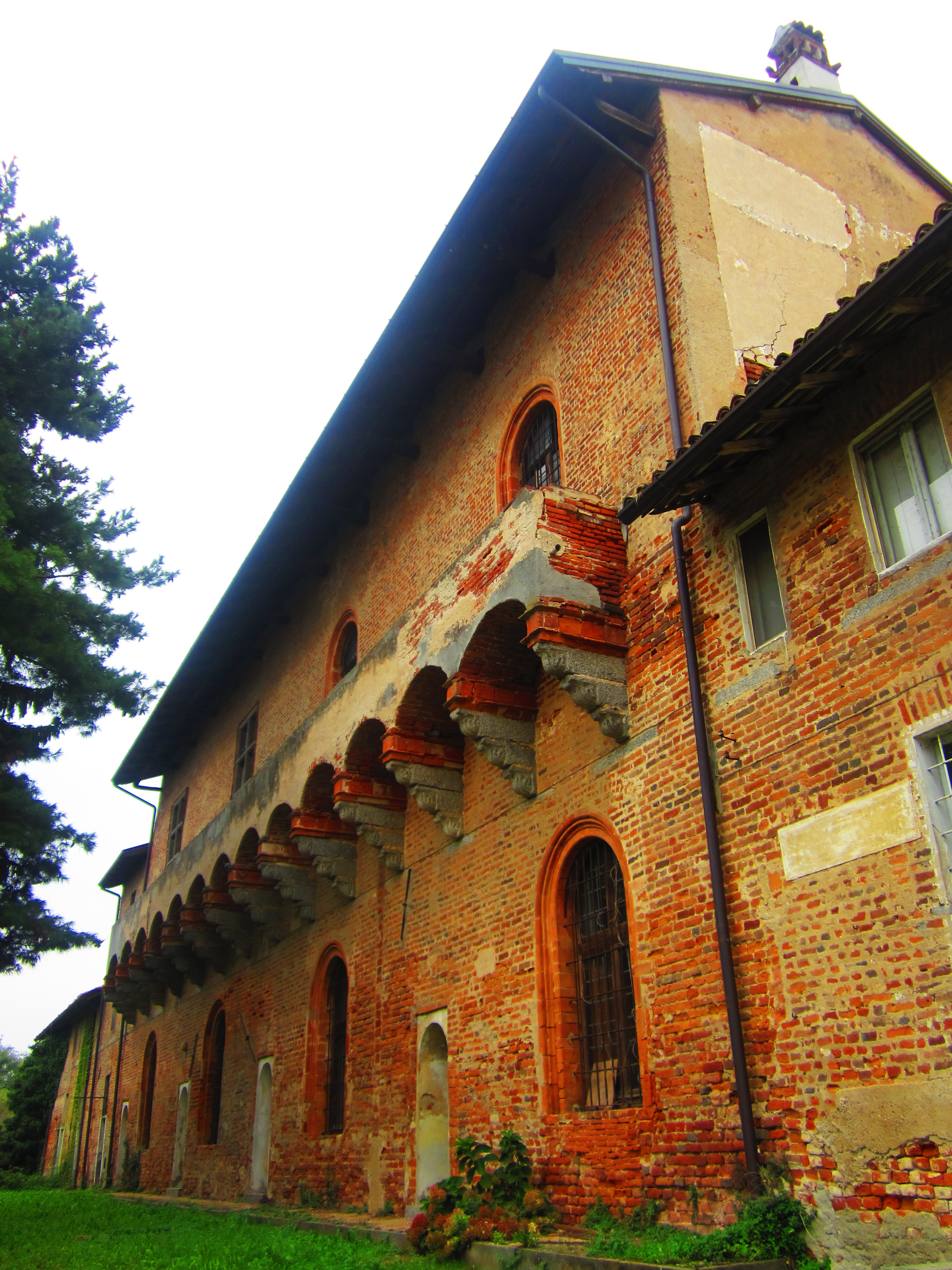
Castillo de Mirabello

El castillo de Mirabello del siglo XIV se levanta en la localidad de Mirabello. El castillo fue construido sobre las ruinas de una torre de finales del siglo XIII por la familia Fiamberti de Pavía entre 1325 y 1341, después de 1360 pasó a ser propiedad de los Visconti, quien lo reconstruyó. El castillo formaba parte del gran parque Visconti, que se extendía desde el castillo Visconteo hasta la Cartuja de Pavia, y era la sede del capitán del parque.

#### Torres de Pavia
Característica del centro histórico de Pavía es la presencia de torres nobles medievales que perviven en su trama urbana, a pesar de haber sido más numerosas, como lo demuestra la representación de la ciudad del siglo XVI pintada al fresco en la iglesia de San Teodoro. Fueron construidos en su mayoría entre los siglos XI y XIII, cuando la ciudad gibelina estaba en el apogeo de su florecimiento románico. Las torres presentes en Pavía, según la documentación histórica e iconográfica, debieron ser unas 65, de las que se conservan unas 25.

## Cultura

### Museos

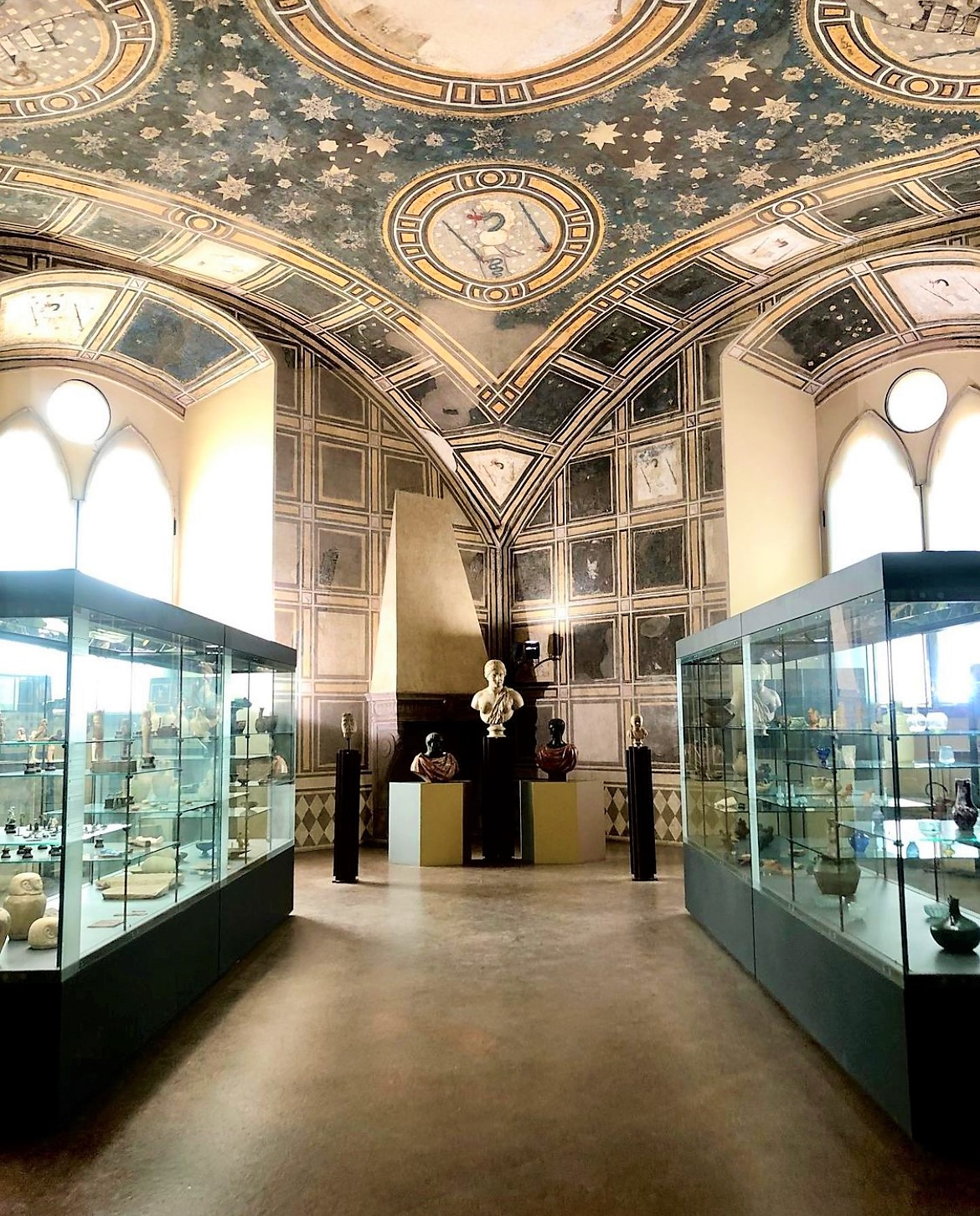
Una de las salas de los Museos Cívicos del interior del Castillo Visconti.

Pavía posee un notable tesoro artístico, legado del prestigioso pasado de la ciudad, dividido en varios museos.
Los Museos Cívicos de Pavía (ubicados en el Castillo Visconti) se dividen en varias secciones: Arqueológico, que conserva una de las colecciones más ricas de vidrio romano en el norte de Italia e importantes artefactos y hallazgos arqueológicos del período lombardo, como el pluteos de Teodota y la colección (la mayor de Italia) de epígrafes lombardos, algunos de los cuales pertenecen a tumbas de reyes o reinas. Luego está la sección románica y renacentista que exhibe escultura, arquitectura y mosaicos. La colección románica es muy rica, una de las más grandes del norte de Italia, que también conserva importantes platos arquitectónicos orientales del Oriente islámico y bizantino que adornaban las fachadas de iglesias y edificios. También se exhiben obras de Jacopino da Tradate, Giovanni Antonio Amadeo, Cristoforo y Antonio Mantegazza y Annibale Fontana. Los Museos Cívicos albergan también el museo Risorgimento, que dedica un espacio especial a la vida social, económica y cultural de Pavía entre los siglos XVIII y XIX, la colección de objetos africanos recogidos por Luigi Robecchi Bricchetti durante sus exploraciones y la colección numismática, que alberga más de 50 000 monedas, la mayoría de ellas pertenecientes a Camillo Brambilla, que abarcan un período cronológico comprendido entre las emisiones clásicas griegas y las acuñaciones de la época moderna.
La Pinacoteca Malaspina (que forma parte de los Museos Cívicos de Pavía) establecida por el marqués Luigi Malaspina di Sannazzaro (Pavía 1754-1834), alberga obras de importantes artistas de la escena italiana e internacional, desde el siglo XIII hasta el siglo XX, como Gentile da Fabriano, Vincenzo Foppa, Giovanni Bellini, Antonello da Messina, Bernardino Luini, Correggio, Paolo Veronese, Guido Reni, Francesco Hayez, Giovanni Segantini y Renato Guttuso. La monumental maqueta de madera de la catedral de Pavía de 1497 también se exhibe en el interior de la pinacoteca.

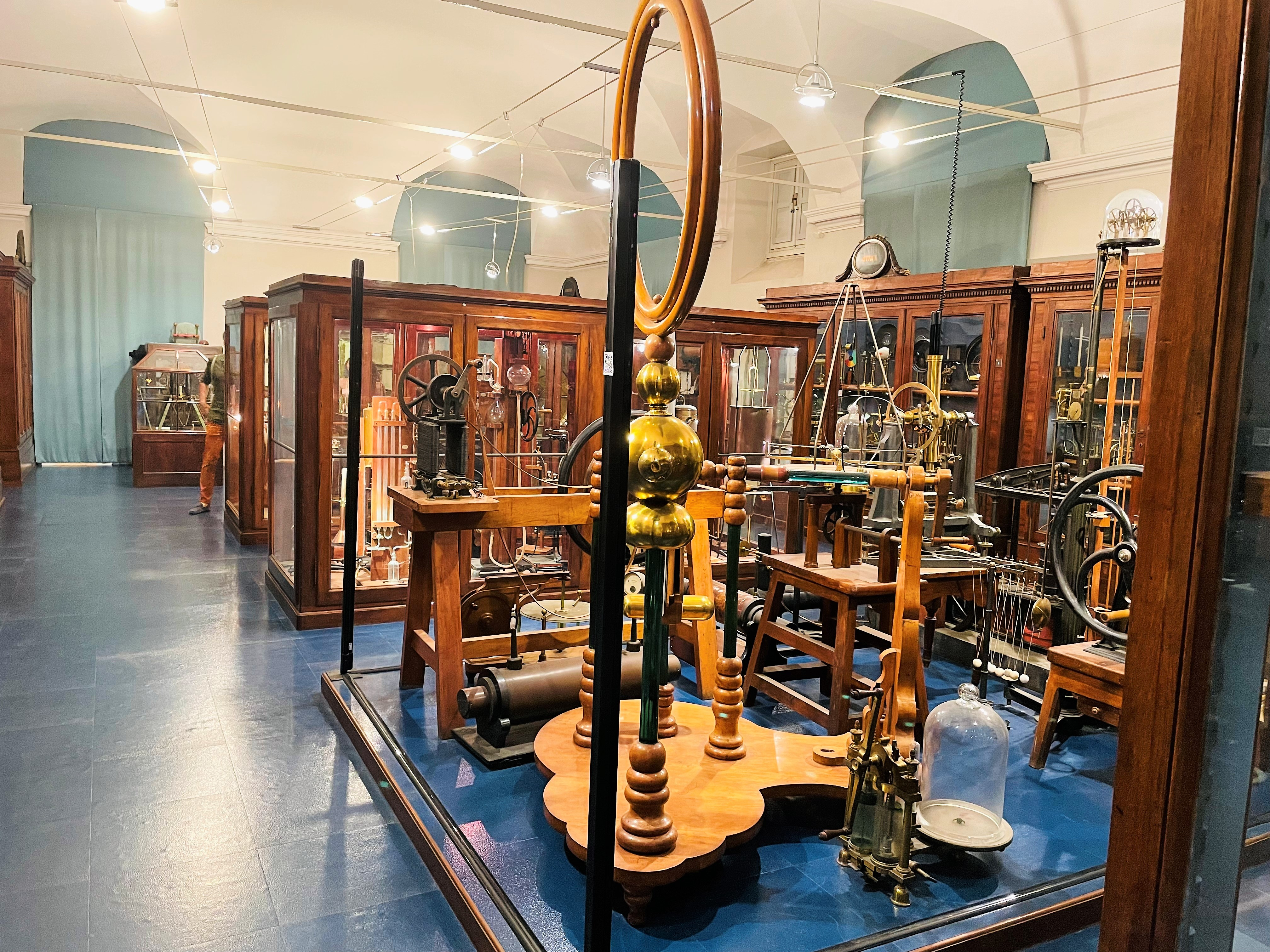
Museo de Historia de la Universidad de Pavia, colección de instrumentos para el estudio de la química y la física, de los siglos y, algunos pertenecientes a Alessandro Volta.

La red de museos de la universidad es muy amplia, compuesta por el Museo de Historia de la Universidad de Pavía, dividido entre la Sección de Medicina, donde también se exhiben preparaciones anatómicas y patológicas, instrumentos quirúrgicos (la parafernalia quirúrgica de Giovanni Alessandro Brambilla) y vida- ceras anatómicas de tamaño, realizadas por el ceroplasto florentino Clemente Susini y la Sección de Física que alberga el gabinete de física de Alessandro Volta (donde se exhiben cientos de instrumentos científicos de los siglos XVIII y XIX, algunos pertenecientes a Alessandro Volta).
El Museo de Arqueología de la Universidad fue establecido por Pier Vittorio Aldini en 1819 y alberga objetos prehistóricos, egipcios, griegos, etruscos (incluida una colección de exvotos de arcilla donados por el Papa Pío XI) y romanos (algunos de Pompeya). El Museo de Historia Natural de Pavia (Kosmos), ubicado en el interior del Palazzo Botta Adorno, es uno de los más antiguos de Italia, de hecho fue fundado por Lazzaro Spallanzani en 1771 y conserva un patrimonio naturalista de alto valor científico e histórico, que incluye casi 400 000 hallazgos repartidos entre las colecciones de zoología, anatomía comparada y paleontología. Luego está el Museo de Golgi, ubicado en los mismos ambientes en los que trabajaron tanto Camillo Golgi como sus alumnos, salas y laboratorios que conservan tanto el mobiliario original como el instrumental científico de la época, para permitir al visitante adentrarse en un interior del siglo XIX. centro de investigación del siglo XXI; mientras que el Museo de Técnica Eléctrica, construido en 2007, ilustra la historia de la tecnología eléctrica en cinco secciones. Luego vienen el Museo de Química, el de Física y el Museo de Mineralogía, fundado por Lazzaro Spallanzani. Está en construcción el Museo Diocesano, que estará ubicado en la cripta románica de Santa Maria del Popolo.

### Cocina

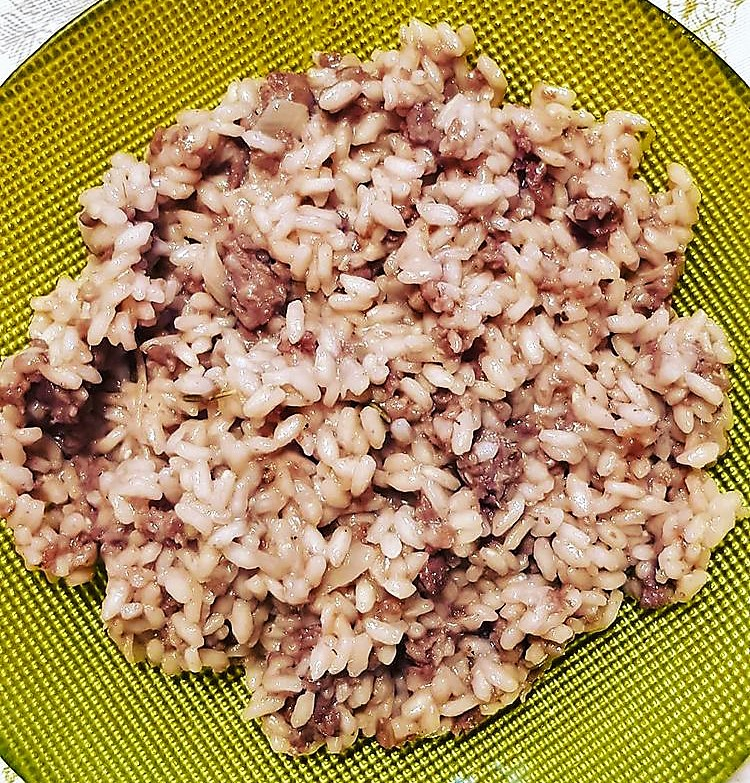
Risotto con butifarra y Bonarda.

Capital de una provincia en forma de racimo de uvas, como la definiera Gianni Brera, son muchos los frutos que ofrece esta tierra y que son el origen de varios platos locales. La riqueza de manantiales y cursos de agua han convertido a Pavía y su territorio en uno de los principales centros italianos de producción de arroz, por lo que no es casualidad que existan numerosas recetas que permiten descubrir las mil caras de este cereal, como el risotto cartujo, según la leyenda creada por los monjes de la Cartuja, a base de cigalas, zanahorias y cebollas, risotto con alubias o el de butifarra y bonarda y risotto con lúpulo común (ürtis en dialecto pavese). Entre los primeros platos, además del arroz, también destaca la sopa pavese, creada, según la tradición, por una campesina con los pocos ingredientes a su alcance (caldo, huevos y queso) para alimentar al rey de Francia Francisco I tras la desastrosa derrota a las puertas de la ciudad. 

Entre los segundos platos pueden mencionarse el ragò alla pavese, una variante local de la más famosa cassoeula, más ligera porque se cocina solo con costillas de cerdo, el estofado alla pavese, la büseca (tripa de ternera alla pavese), tuétanos con guisantes (os büš cum i erbion) y pájaros escapados (üslin scapà) lonchas de ternera rellenas de tocino y salvia. Según la tradición local, la carne, sobre todo hervida, se sirve acompañada de dos tipos de salsas: la peverata (ya mencionada por Opicinus de Canistris en el siglo XIV) a base de pimientos, apio, anchoas y huevos, y la bagnet verd, preparada con perejil, anchoas, ajo y alcaparras. Además de los platos de carne, la cocina de Pavía también se caracteriza por numerosos platos de pescado de agua dulce, como la anguila alla borghigiana (que toma su nombre del antiguo suburbio de la ciudad al otro lado de Ticino, después del Ponte Coperto), la trucha al vino blanco y tortilla con bleak, sin olvidar las ranas, insertadas en risotto o servidas en guiso, y los caracoles, cocinados con hongos porcini.

San Sirini

Entre los postres, además del conocido pastel del paraíso, el pastel de calabaza (turtâ d'sücâ), los San Sirini, pequeños pasteles redondos hechos de bizcocho, abundantemente empapado en ron y cubierto de chocolate negro, elaborados en la semanas en torno al 9 de diciembre, día de San Siro, y sfâsö, típicas tortitas cocinadas en carnaval.
Claramente, cada plato debe maridarse con vinos del cercano Oltrepò Pavese. Finalmente, a pesar de ser un postre típico milanés, el testimonio más antiguo y seguro del panettone se encuentra en un registro de gastos del colegio Borromeo de Pavía en 1599: el 23 de diciembre de ese año en la lista de cursos previstos para el almuerzo Costos de Navidad También aparecen por 5 libras de mantequilla, 2 de pasas y 3 onzas de especias que se dan al panadero para hacer 13 "panes" que se entregarán a los estudiantes universitarios el día de Navidad.

## Parques y jardines
El municipio de Pavía forma parte del Parque natural lombardo del Valle del Tesino y conserva dos bosques (Reserva Natural Estricta Bosco Siro Negri y Reserva Natural Bosco Grande) que nos muestran el estado original de la naturaleza del valle del Po antes de la llegada de los romanos, antes del asentamiento humano. Al norte y al este de la ciudad, un pequeño arroyo, que nace de los manantiales, el Vernavola, da lugar a un valle profundo, escapado de la urbanización, que alberga el Parque Vernavola, mientras que al oeste, el anillo verde alrededor de Pavía es cerrado por el Parque Sora. El 9 % de la superficie del municipio de Pavía está ocupada por espacios naturales, parques o jardines (unas 594 hectáreas, 1467 acres, de las cuales 312 están cubiertas de bosques de frondosas).
- Parque Vernavola: gran parque, heredero del Parque Visconti, con una extensión de 35 hectáreas ubicado al norte de la ciudad. En el parque se libra la batalla de Pavía de 1525.[85]
- Parque natural lombardo del Valle del Ticino: parque regional ubicado a orillas del río Tesino desde el lago Mayor hasta el río Po. Forma un cinturón verde alrededor de la ciudad.[86]

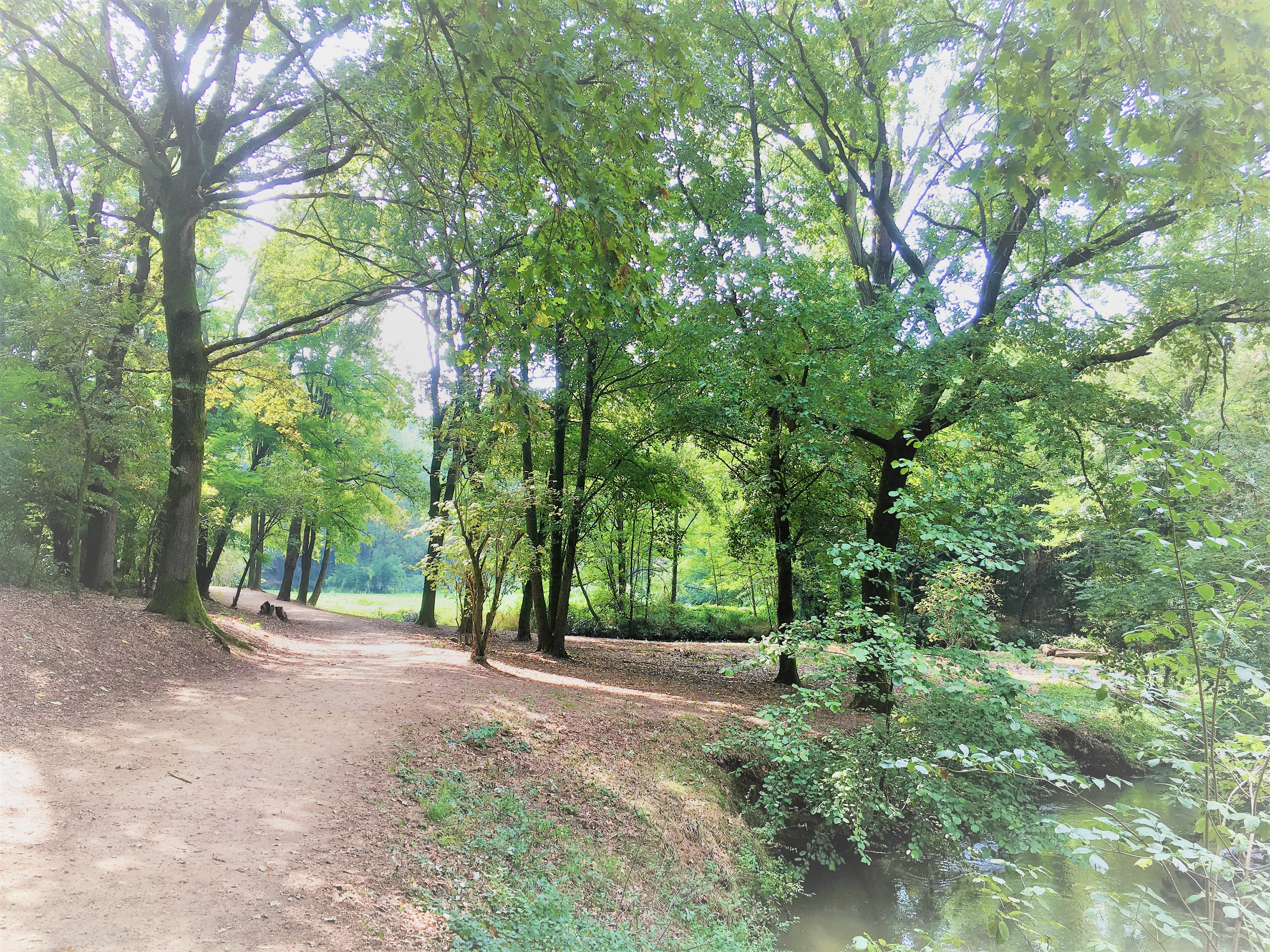
Parque Vernavola.

- Reserva natural Bosco Grande: el Bosco Grande cubre un área de unas 22 hectáreas (correspondientes a aproximadamente 54,34 acres) al suroeste de Pavía, representa uno de los últimos restos de ese bosque de tierras bajas que en el pasado cubría por completo el valle del Po y del que queda un importante testimonio en el parque natural lombardo del Valle del Tesino.[87]
- Reserva natural estricta Bosco Siro Negri: la reserva es una pequeña franja del valle del Po que fue donada a la Universidad de Pavía en 1967 por Giuseppe Negri, comerciante de madera y gran amante de la naturaleza. La reserva se encuentra cerca del Tesino, a pocos kilómetros del centro de Pavía. Los bosques nos muestran el estado original de la naturaleza antes de la llegada de los romanos, antes del asentamiento humano. La reserva cubre un área de 34 hectáreas, correspondientes a aproximadamente 84 acres.[88]

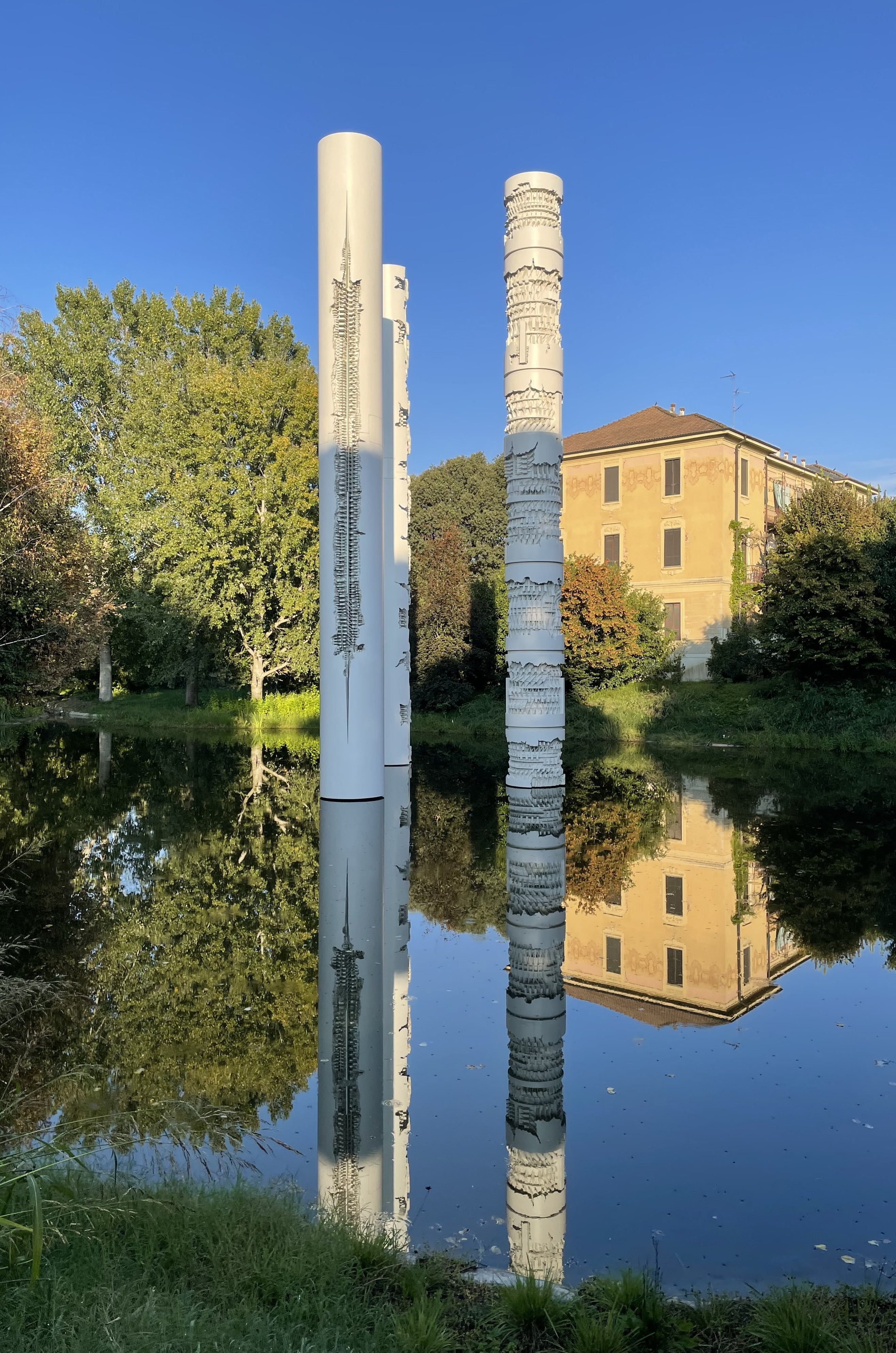
Arnaldo Pomodoro, Triade, 1979, Horti Borromaici.

- Arnaldo Pomodoro, Triade, 1979, Horti Borromaici.Parque Sora: a lo largo del Ticino, al noroeste, cerca de la iglesia de San Lanfranco se encuentra el parque Sora, que se extiende por unas 40 hectáreas, dentro de las cuales hay varios microambientes de alto valor ambiental.[85]
- Horti Borromaici: Los Horti son un vasto parque urbano, con una superficie de unas 3,5 hectáreas, ubicado en el centro histórico de Pavía, entre el Collegio Borromeo (que lo posee) y Tesino, donde el hábitat natural se encuentra con el arte contemporáneo, el conocimiento y Inclusión social. El parque incluye una vasta área naturalista, donde se han plantado más de 3000 árboles y arbustos nativos, y un área de exhibición de arte contemporáneo al aire libre, donde se exhiben obras de: Arnaldo Pomodoro, Nicola Carrino, Gianfranco Pardi, Luigi Mainolfi, Mauro Staccioli, Salvatore Cuschera, Marco Lodola, Ivan Tresoldi y David Tremlett[89]
- Jardines de Malaspina: jardines públicos en el centro histórico de la ciudad (Plaza Petrarca), creados, entre 1838 y 1840, por el marqués Luigi Malaspina como jardín inglés de su palacio y lugar de conciertos y eventos culturales y conservan un pequeño templo y alguna escultura neoclásica.[90]
- Jardín botánico de Pavía: establecido en 1773, cubre un área de 2 hectáreas. Se organiza principalmente en colecciones vivas de plantas como rosaleda, lecho de té, invernadero de orquídeas, invernadero tropical, invernadero de plantas utilitarias (diseñado en 1776 por Giuseppe Piermarini), arboreto, plátanos, macizos de flores de plantas autóctonas de la Llanura Lombarda, colecciones vivas de semillas y colecciones de desecado.[91]

## Economía

### Agricultura
El 63,3% de la superficie del municipio de Pavía (unas 4000 hectáreas) se destina a la agricultura y en particular al cultivo del arroz (unas 2.400 hectáreas), que se extendió, a partir del siglo XIV, principalmente en terrenos pantanosos hasta convertirse, sobre todo a partir del siglo XVIII, en el principal cultivo. Las grandes cantidades de agua requeridas por el arroz han hecho que a lo largo de los siglos se haya diseñado y construido una red de riego muy densa que aún hoy caracteriza el paisaje de la campiña de Pavía. También hay que señalar que la ciudad es la capital de la provincia italiana con la mayor producción de arroz del país: más de 84 000 hectáreas de las tierras provinciales se utilizan para arrozales. Sólo la provincia de Pavía produce tanto arroz como toda España. El resto de cultivos presentes en el término municipal son el de maíz y trigo (1.376 hectáreas), alamedas (636 hectáreas), mientras que zonas muy limitadas se destinan a dehesas (158 hectáreas), huertas y huertas (29,30 hectáreas). Todavía dentro del territorio del municipio de Pavía, todavía existen alrededor de cincuenta fincas destinadas a la actividad agrícola, 18 de las cuales albergan explotaciones ganaderas, donde se crían unas 820 cabezas.

### Industria
La ciudad experimentó un fuerte desarrollo industrial a partir de la década de 1880, tanto que también acogió establecimientos de importancia nacional, como Necchi o la primera gran fábrica italiana de seda artificial y tejidos sintéticos, la Snia Viscosa, construida en 1905. 1951 casi el 27% de la mano de obra de Pavía estaba empleada en el sector industrial. A partir de la década de los 70 del siglo XX, la ciudad experimentó una repentina desindustrialización que provocó el cierre de muchas empresas, especialmente de los sectores químico y mecánico, mientras que las relacionadas con el sector alimentario, como Riso Scotti, farmacéuticas y relacionados con el envasado y el embalaje.